# 啟德發展計劃

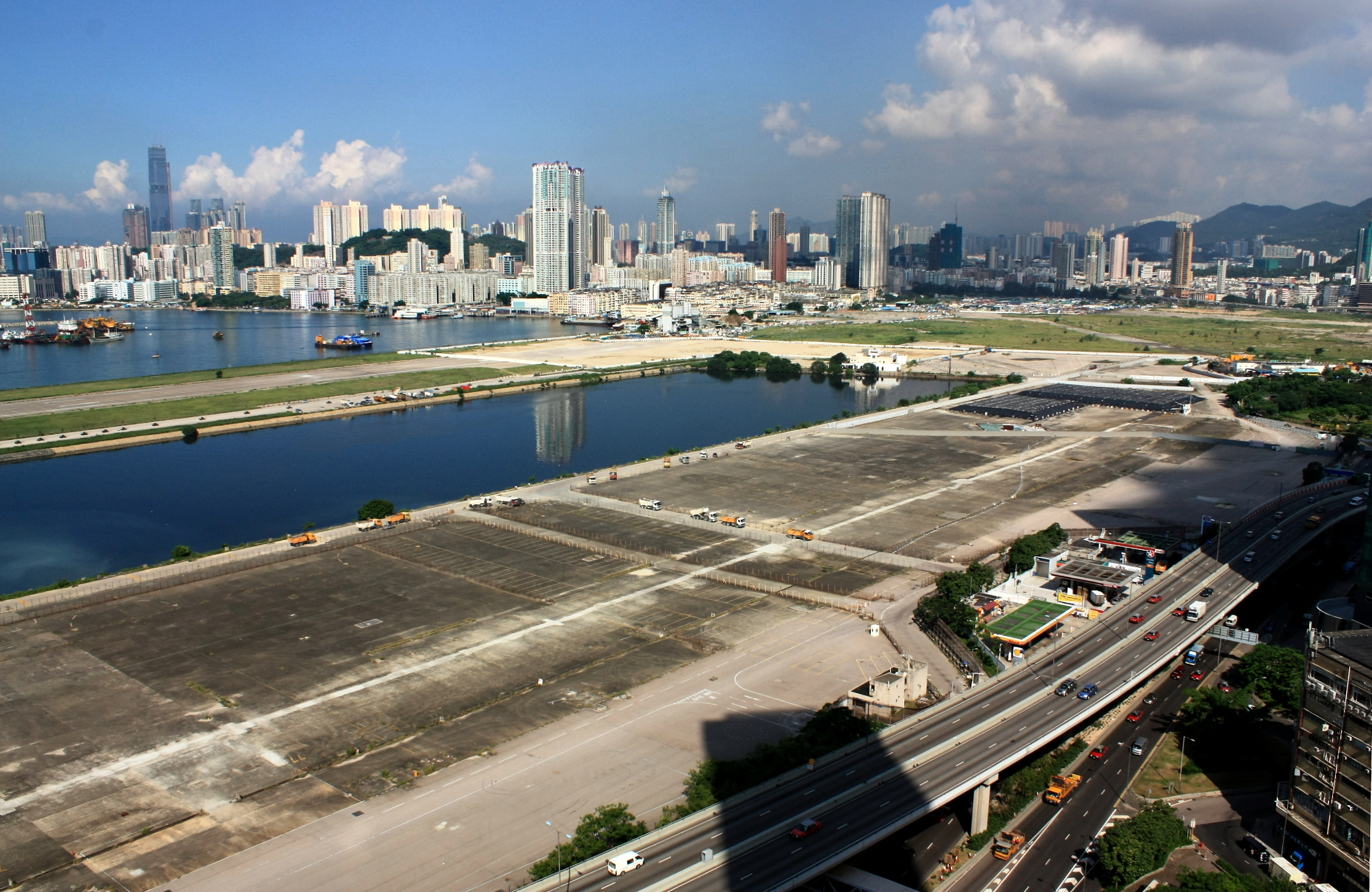
《啟德發展計劃》發展局部範圍（2009年）

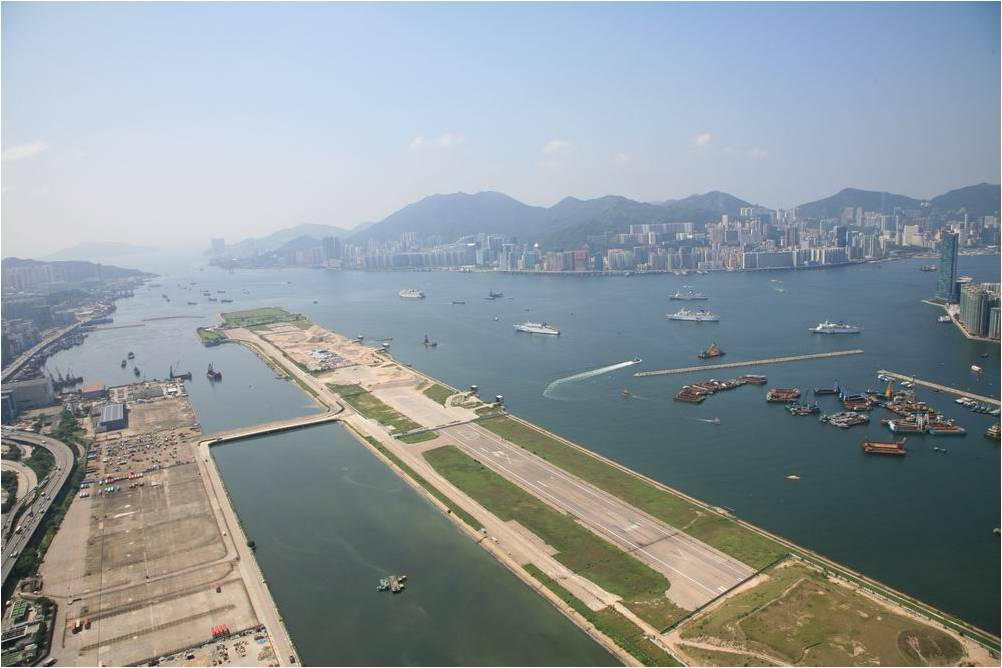
《啟德發展計劃》發展局部範圍（2009年）

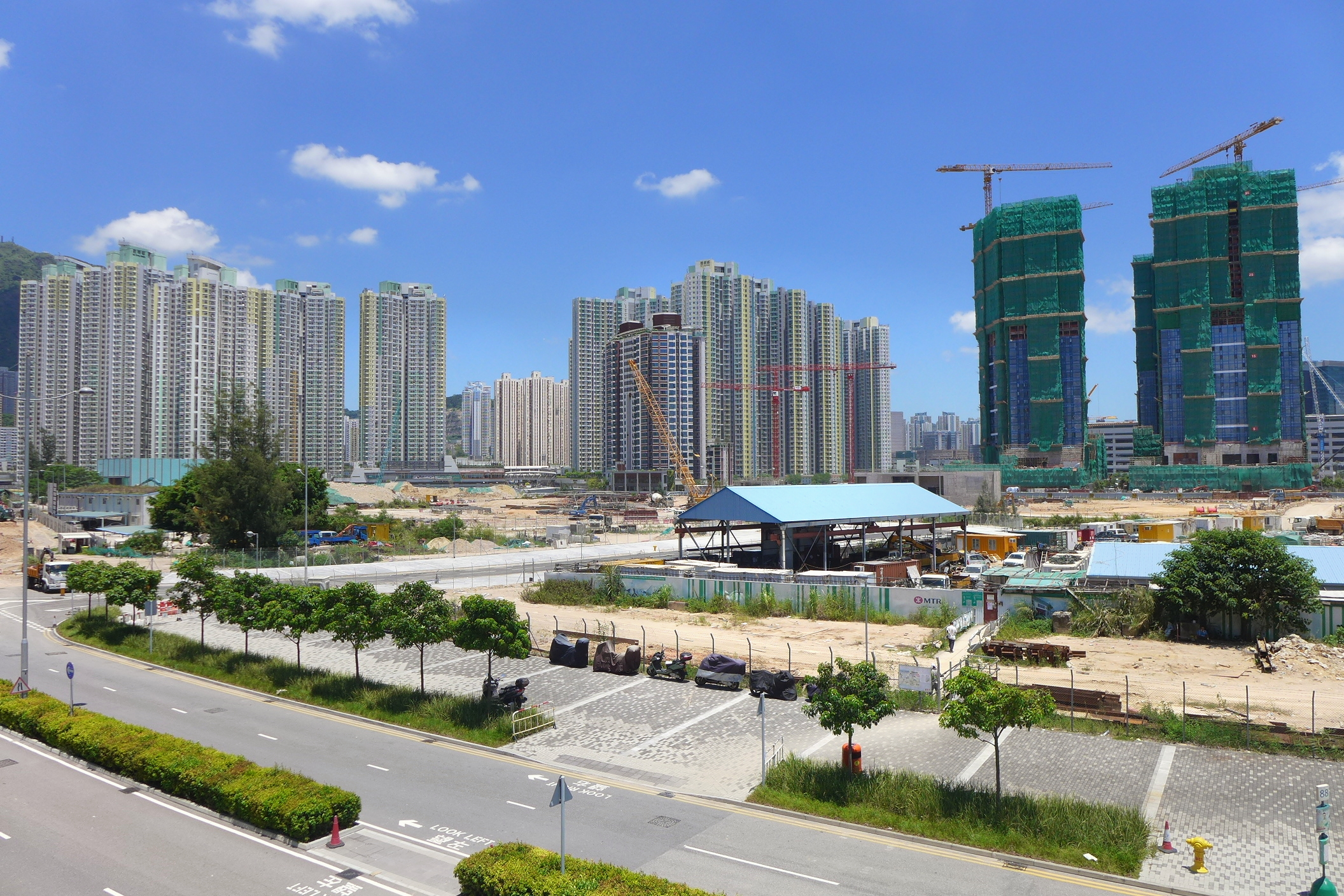
2016年的啟德發展

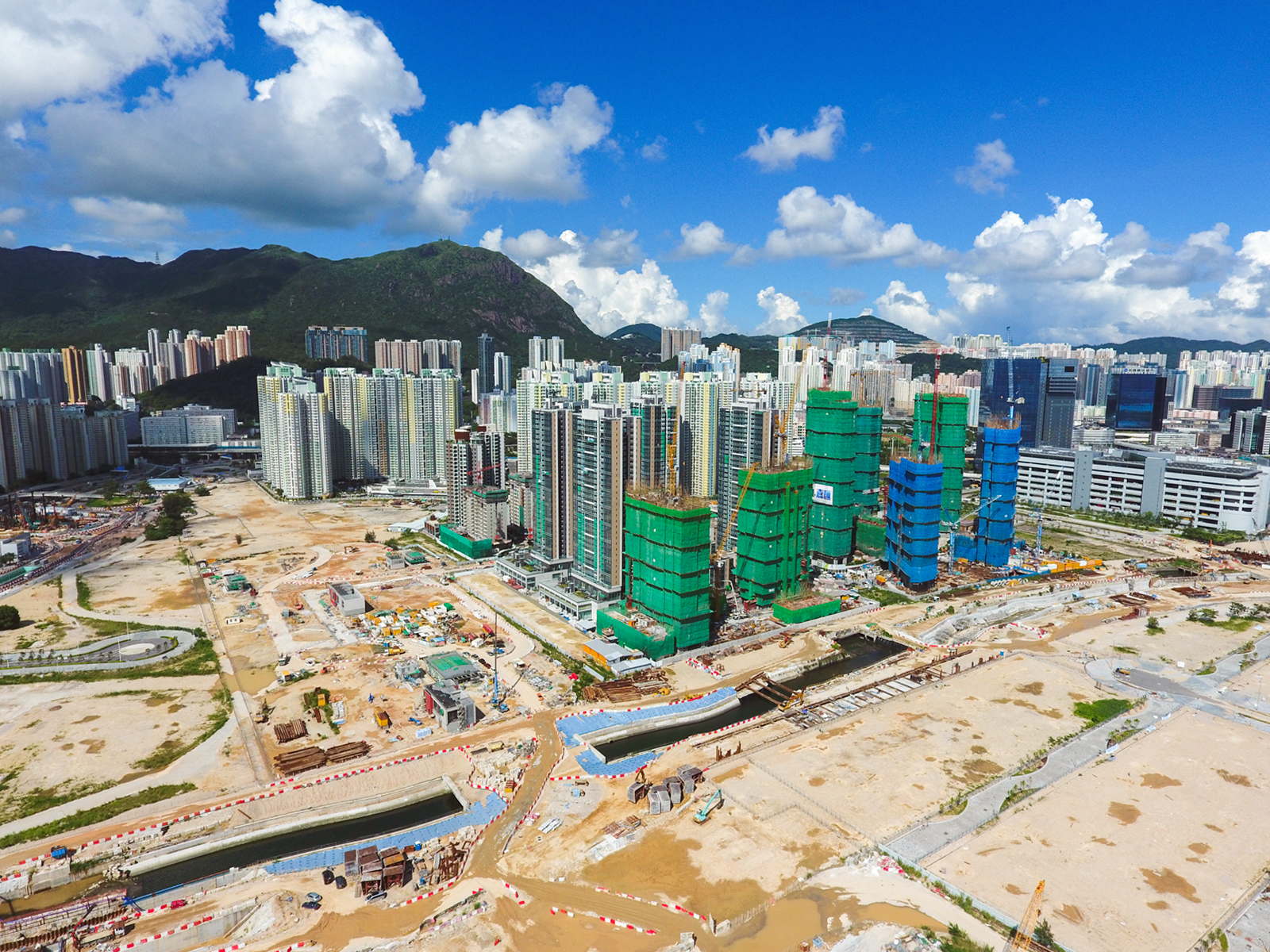
2017年，啟德坊一帶已有多個住宅正興建中

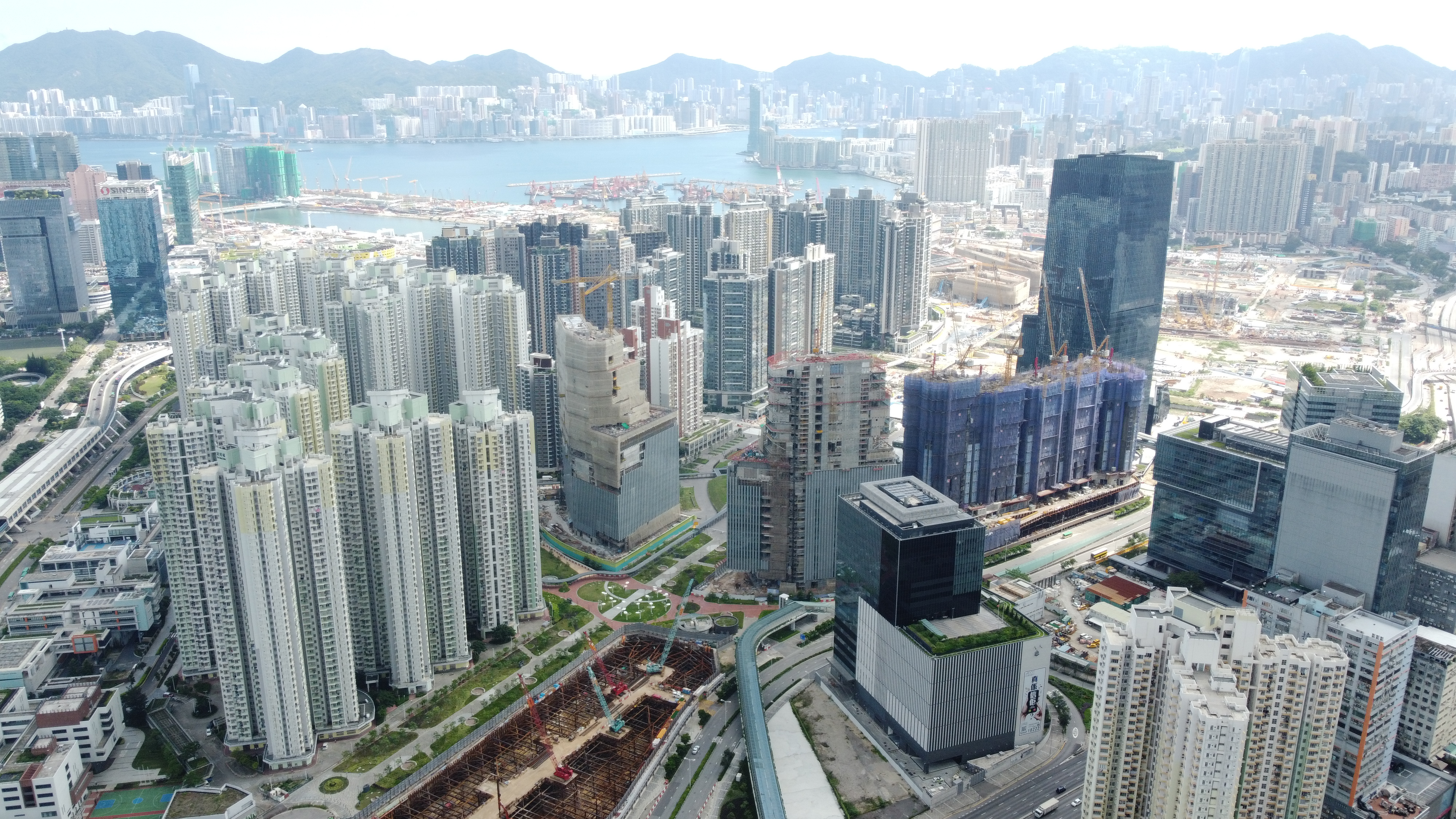
2022年，啟德坊一帶部分住宅已經落成，而商業項目正興建中，包括右方由南豐發展興建的AIRSIDE，另北側各座政府大樓亦陸續完工

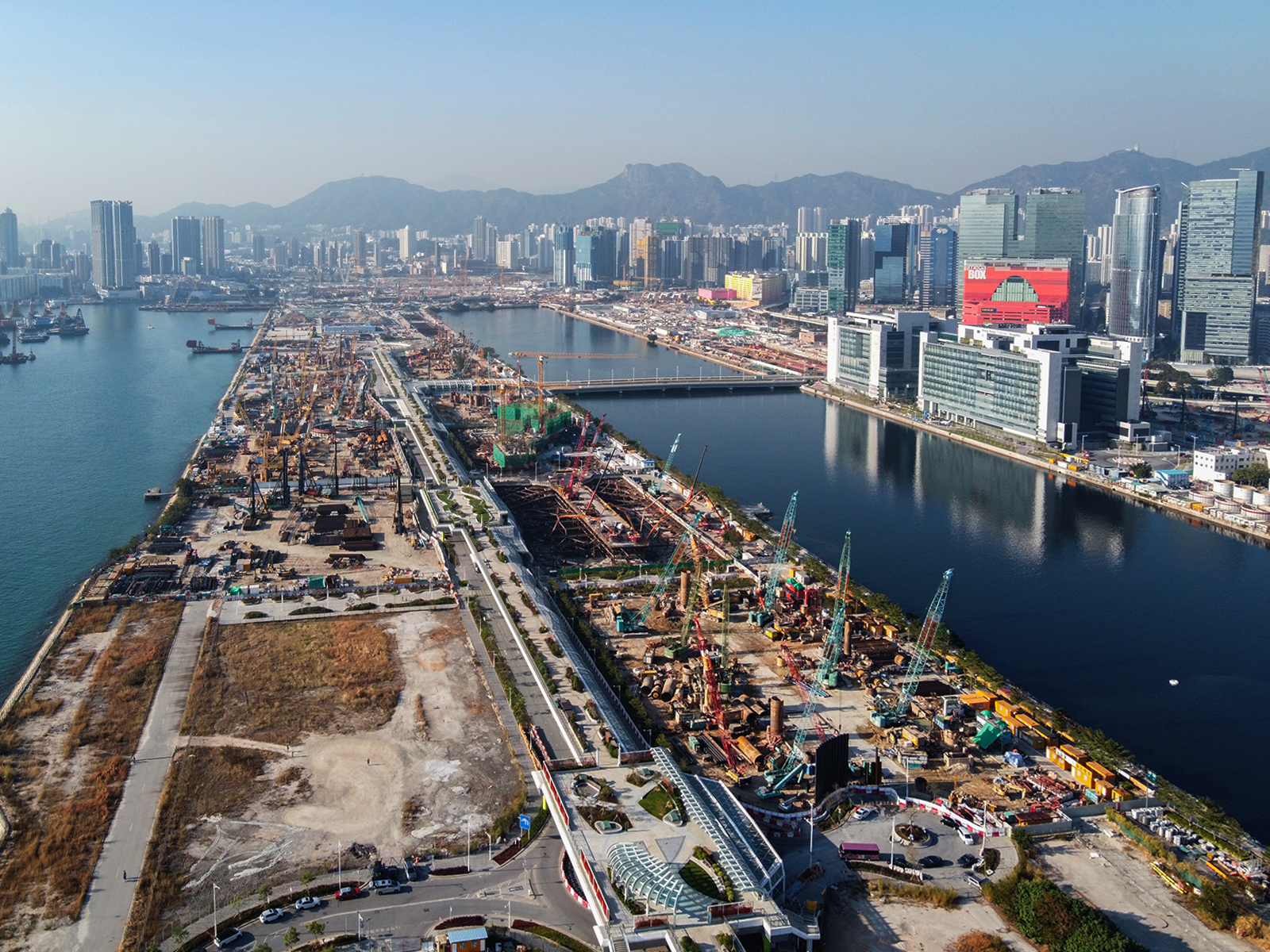
2020年，啟德跑道區原本多幅土地作酒店/商業用途，但其後因反應欠理想而改為住宅用地

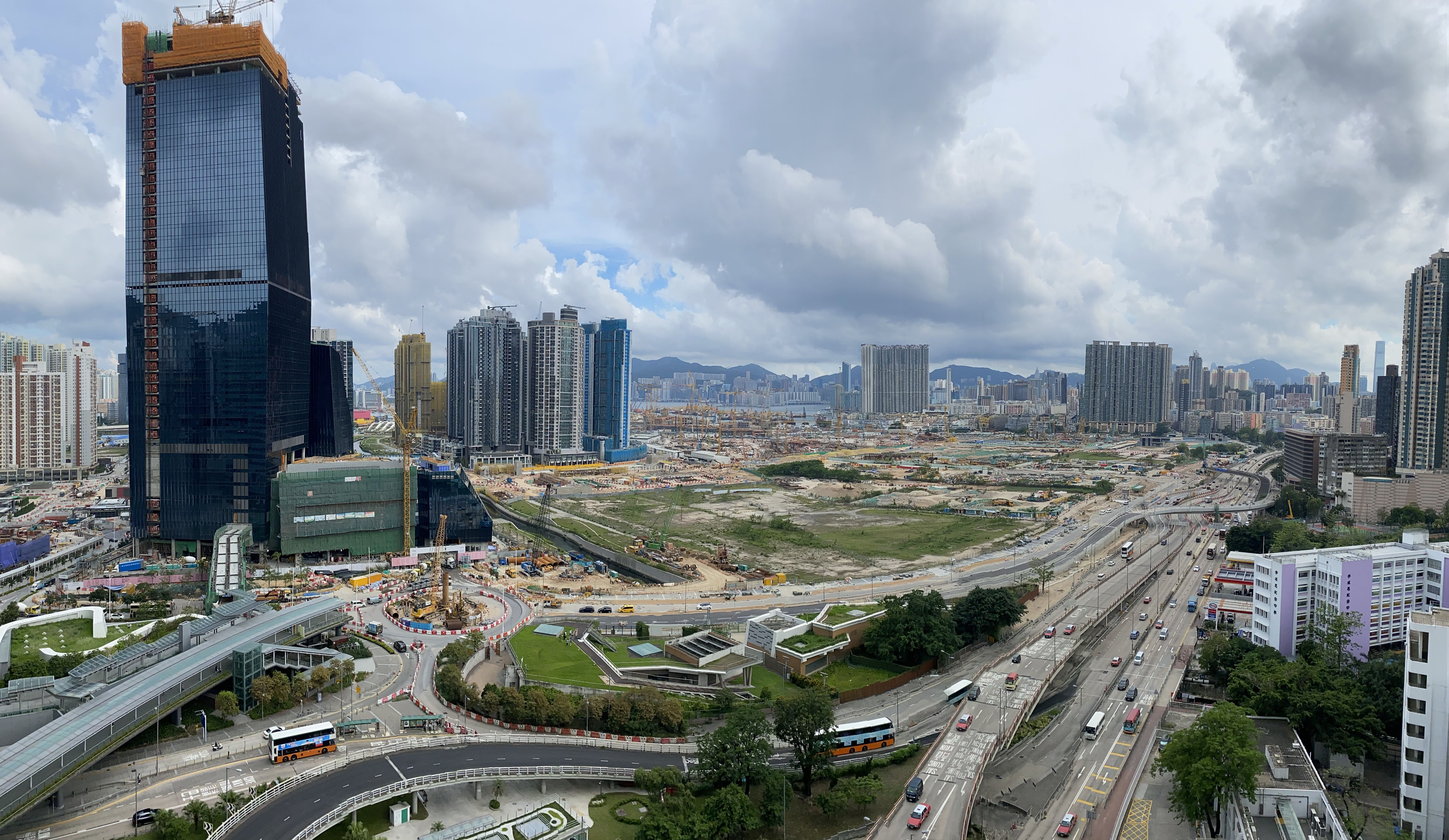
於2021年5月17日拍攝的啟德發展區

《啟德發展計劃》（英語：Kai Tak Development，縮寫：KTD，前身為東南九龍發展規劃）是香港的都市更新及發展計劃，總規劃面積達328公頃，涉及九龍前啟德機場，及毗連的土瓜灣、馬頭圍、九龍城、新蒲崗、黃大仙、九龍灣和觀塘一帶邊區，糅合社區、房屋、商業、旅遊及基礎建設用途。預計啟德的居住人口為86,500人，興建3萬個住宅單位（包括13,368個公共屋邨單位）、酒店房間6.4萬個，零售及辦公室的總樓面面積逾1,440萬平方呎，休憩用地逾110公頃。
《啟德發展計劃》是因應啟德機場搬遷之後，將鄰近海面（即原來整個九龍灣）填海並連同機場用地重新發展，規模較西九龍填海區更大；經過多年研究，受到灣仔填海計劃第2期的訴訟影響，香港政府於2004年7月重新就此檢討，以「不填海」原則重新規劃，並且諮詢至2006年，最終於2007年11月6日由行政長官會同行政會議通過新修訂《啟德分區計劃大綱圖》，《啟德發展計劃》正式啟動，興建包括啟德體育城、都會公園、郵輪碼頭、酒店、住宅、商業及娛樂等核心建築項目，首階段項目於2013年或以前陸續地落成，次階段項目將會於2016年或以前陸續地落成，終階段項目將會於2024年或以前陸續地落成，即預計於2025年全面竣工。
此外，《啟德發展計劃》納入為於2012年啟動的《起動九龍東》計劃之一部分。

## 景觀概況

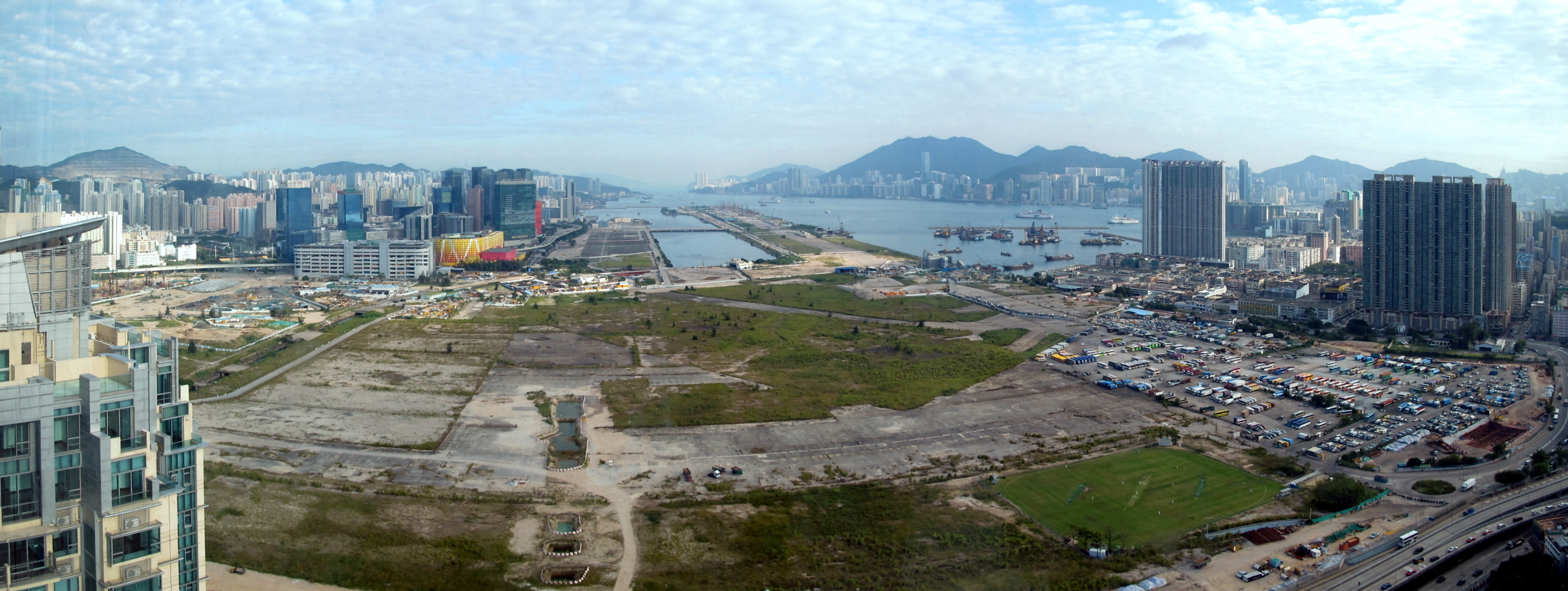
遠眺《啟德發展計劃》範圍（於2010年10月攝影）

## 歷史

### 沿革
香港政府於1983年10月發表的《海港填海及市區發展研究》，為香港市區規劃了粗略的都會概念，以應付踏入21世紀的香港市區發展需要。香港政府於1987年至1990年期間進行了《都會計劃選定策略研究》，作為2011年前市區重建的土地用途、運輸及環境規劃架構，策略涉及廣泛的市區土地規劃，包括荃灣與葵青、西九龍、啟德、九龍中部及東部、和香港島西部、東部及南部。1991年9月17日，行政局通過制定《都會計劃選定策略》，相關部門就根據策略逐步落實為指定地區規劃目標，進而制定發展綱領。
由於香港人口急劇增長，香港市區人口於1999年達到都會計劃擬訂的上限420萬人。同時，亞洲金融風暴的影響以及公眾強烈反對在維多利亞港再進行填海工程，以填海供應土地的發展方式受到限制，原來的都會計劃基本建議不再適用。因此《都會計劃選定策略》於1998年及2003年分兩階段完成了全面性的檢討研究，以修正原來的規劃策略。

### 《東南九龍發展規劃》
於1998年啟德機場搬遷前，規劃署曾經就《東南九龍發展規劃》發表研究報告，隨著多次修改，最初規劃的填海計劃及人口容納數量等均出現了不小改變：
- 東南九龍發展綱領研究（於1992年6月展開，於1993年完成。）
  - 計劃將啟德發展為「城中城」，總面積為580公頃，其中填海面積為300公頃，目的是平衡分佈住宅、商業及工業用地，發展為可以容納285,000人口的新市鎮，計劃首次提出興建佔地7.9公頃的都會公園及長2.7公里的海濱長廊，發展區內設有兩條集體運輸系統，南北連接鑽石山及觀塘一帶[2][3]。是次研究將《都會計劃》的各項概念轉化為比較具體的地區規劃目標和計劃。
- 東南九龍發展可行性研究（於1995年9月展開，於1998年完成）
  - 計劃將啟德發展為「兼容全港性設施的城中城」，總面積及填海面積與東南九龍發展綱領研究相若，容納人口提升至320,000，計劃擴充都會公園面積至50公頃，首次提出興建綜合體育館及航空博物館等康樂設施，並且加入醫院、鐵路車廠、直昇機坪、垃圾轉運站、郵務中心及公眾填土躉船轉運站等全港性及地區性設施。集體運輸系統改為以沙中綫為主體，南北貫通土瓜灣與鑽石山；南線連接何文田及牛頭角[3][4]。
- 東南九龍發展修訂計劃的整理可行性研究（於1999年11月展開，於2002年完成）
  - 計劃將啟德發展為「環保城」，為回應香港市民對填海工程的意見，填海面積大幅減少至133公頃，總面積縮減至460公頃，容納人口亦縮減至260,000。都會公園面積減至24公頃，但是海濱長廊則延長至5.4公里，同時首次建議興建郵輪碼頭，並且提出以鐵路為本、環保連接系統、區域性中央水冷系統等環境保護建議[5]。

2002年6月，行政長官會同行政會議通過根據規劃署可行性研究為發展藍本的啟德（北部）及啟德（南部）分區計劃大鋼圖（S/K19/3和S/K21/3），主要發展項目包括在啟德機場客運大樓原址興建沙田至中環綫鐵路車廠、多用途體育場館、都會公園、在原機場跑道末端興建啟德郵輪碼頭客運大樓及旅遊樞紐連上蓋直昇機坪，以及興建全長3.9公里，連接西九龍公路的中九龍幹線。另外，在九龍灣連接與觀塘繞道平行的東南九龍T2主幹道，直達茶果嶺與將軍澳—藍田隧道連接。

### 填海司法覆核
2003年2月27日，保護海港協會向法院提出司法覆核，認為城市規劃委員會通過的灣仔填海計劃第2期工程違反《保護海港條例》。法院於7月8日裁決城市規劃委員會敗訴，使灣仔填海計劃第2期的工程批准被迫取消，並且指出有關填海計劃必須附合3個條件測試：有迫切性、具充分理由及有即時需要；沒有其他切實可行的選擇；對海港造成的損害減至最少。有關判決對於《啟德發展計劃》的填海計劃具有約束力，故此有關工程必須通過上述3項凌駕性公眾需要的測試，才能夠得以進行。為灣仔填海計劃第2期及《啟德發展計劃》進行諮詢，香港政府於2004年4月成立共建維港委員會，由李焯芬擔任主席，委員會由6名官方成員及23名來自不同專業團體、環境保護組織、保護海港組織、商界等領域的非官方成員，委員會成立東南九龍發展計劃檢討小組就有關計劃提供意見。
- 啟德規劃檢討（2006年）

因應司法覆核結果，規劃署於2004年7月展開以「不填海」為原則的《啟德規劃檢討》，重新規劃。2006年年底，規劃署完成3輪公眾諮詢，擬備了初步發展大綱草圖，並且根據初步發展大綱草圖的建議，修訂了《啟德分區大綱草圖》，將計劃重新定位為「香港的歷史文化、綠茵、體育及旅遊中心」，規劃範圍由457公頃縮減至328公頃，發展區總人口修訂至86,500，總住宅單位為30,500個。提供800,000萬平方米辦公室樓面面積及85,400個就業機會。早前的《啟德(北部)分區計劃大綱圖》和《啟德(南部)分區計劃大綱圖》則合併為一份圖則。
城市規劃委員會於2006年11月10日考慮新修訂《啟德分區計劃大綱草圖》，於同月24日公佈《啟德分區計劃大綱圖》編號（S/K22/1）。

### 《啟德發展計劃》
2007年10月10日，行政長官曾蔭權在立法會宣讀題為「香港新方向」的《2007至2008年度香港行政長官施政報告》，提出「十大建設，繁榮經濟」的發展概念，在其至2012年6月的任期內致力推動《十大建設計劃》，當中包括《啟德發展計劃》 同年11月6日，行政長官會同行政會議通過新修訂的《啟德分區計劃大綱圖》，計劃正式啟動；公開招標隨即於同月9日起至2008年3月7日期間進行，中標者須要設計、興建、營運、管理及維修啟德郵輪碼頭，為期50年；於2013年起營運首個郵輪泊位。
註：有關各項基礎建設工程於2007年啟動後的進展及細節，請參見本條目發展時序一段。
2009年，城市規劃委員會批准新修訂《啟德分區計劃大綱圖》；環境影響評估報告於同年3月4日獲得批准。
為了回應公眾期望能夠在原址保存龍津石橋遺跡和享受海濱環保，《啟德分區計劃大鋼圖》經過多項改善修訂後，於2012年9月14日由城市規劃委員會批准。發言人表示，當日行政長官會同行政會議核准了《啟德分區計劃大綱圖》，該核准圖提供了法定土地用途的規劃綱要，為啟德發展區的發展及重新興建提供指引：啟德規劃區的主題是發展為「香港文化體育和旅遊綠茵樞紐」，願景是「維港畔富有特色、朝氣蓬勃、優美動人及與民共享的社區」。
2013年3月8日，土拓署公布為「啟德發展計劃──前北面停機坪第4期基礎設施」工程合約招標，工程主要包括建造新道路、兩座污水泵站及相關的加壓管道、冷卻水管及箱形暗渠，以及行人路、排水渠、污水渠、水管、環境美化和緩解措施等附屬工程；以配合前啟德機場北面停機坪未來的住宅發展項目。合約於同年4月19日中午12時截標，工程預計於同年7月展開，於2016年6月竣事。
2013年3月20日，立法會通過有關盡快落實《啟德發展計劃》以配合九龍東發展的無約束力議案。發展局局長陳茂波表示，發展局正在研究啟德體育園區的採購及融資安排，將會繼續與持份者商量及討論，預計於7年後落成啟用。香港政府亦預留了3幅土地作為醫療用途，醫管局將會因應啟德發展區的規劃，重新檢視九龍半島的醫療設施，並且考慮興建醫院。此外，啟德發展區肩負推動香港經濟發展的重責任務，早前成立了的起動九龍東辦事處將會協助推展多項措施，繼續與持份者溝通。

#### 剔除體育城討論
香港政府內部和專業界別一直有意見認為，啟德發展區的規劃太浪費，尤其在香港市區地帶，並且有港鐵的沙中綫和兩座鐵路站，根本就難以再尋找到如此大片可以供予發展的新用地。梁振英認為對於香港社會急於覓地興建居屋及香港土地供應短缺下，啟德發展區的設計太奢侈；認為啟德發展區的320萬平方米土地只是用以容納9萬人口實在是太奢侈，只相當於3座公共屋邨的人口。梁振英上任後，就指示發展局重新檢討啟德發展區土地用途的規劃，發展局於2012年9月完成報告，由其審核。根據《蘋果日報》報道，發展局在報告中剔走了佔地特別多、逾20萬平方米的體育場管區更改為住宅用地，令到住戶人口最少增加3萬。發展局參考了其他國家的大型體育場地，都不是在市中心建設。同時，每當比賽前或者結束後，數以萬計的人流都會令到區內的交通超出負荷。例如位於香港島掃桿埔的香港大球場，每次於舉行賽事時都需要警察封閉馬路，以方便於人群管制及疏導人流，令到區內的交通嚴重擠塞。相反，如果體育場館位於人口少的地方，則可以減少滋擾及對交通的影響。發展局提出在大嶼山欣澳填海興建啟德體育園區比較適合，而且該位置設有港鐵和北大嶼山幹線疏導人流。對此，由政務司司長（現為行政長官）林鄭月娥主持的高層政策委員會討論細節後，再交予行政會議決定。
2012年9月27日，時任發展局局長陳茂波表示，香港缺乏住宅土地供應，故此可以重新思考啟德發展區的發展密度及規劃安排等。對於會否擱置興建啟德體育園區，他表示相信持份者有不同的意見，當局未有深入討論。
他又表示，香港政府正在檢討勾地表內土地的發展密度，因應樓宇供應不足，若果規劃及發展密度太低，就難以應付需求。此外，規劃署會負責就啟德發展區的新建議進行公眾諮詢。
有關擬議惹來香港體育界別強烈不滿，甚至計劃動員全體香港運動員遊行及示威。於2012年10月27日，時任政務司司長林鄭月娥澄清香港政府無計劃改變興建啟德體育園區的決定，僅表示內部曾經有初步概念性研究。於11月5日，民政事務局表示，預期啟德體育園區的工程將會於2019年至2020年年度完成，當局將會檢視計劃時間表及盡量加快推展計劃。根據民政事務局向香港立法會提交的文件表示，民政事務局已經完成初步技術的可行性研究，正在處於考慮採購及融資安排的階段。

#### 增加建屋量討論
2012年11月17日，發展局局長（現為財政司司長）陳茂波（黃偉綸）表示啟德發展區的發展密度可能會略為地提高，但是需要顧及限制，包括排污及交通等的考慮，所以不會是很大幅度的調整。
2012年11月18日，本土研究社、公共專業聯盟及和聲關注組建議將啟德發展區規劃成為「人文啟德」，建議發展局考慮將啟德體育城的副場館移動至主場館南面，將騰出來的8公頃土地興建公共房屋，相信可以另外增加逾11,000個住宅單位，亦可以令到啟德發展區的公私營房屋比率達致6比4；至於都會公園所損失的土地將會取消可以提供1,300個單位的低密度住宅區作為補償，令到擬議的都會公園向南伸延，作為酒店發展的商業區亦將會向東移。團體認為，新方案在增加房屋供應的同時亦可以保留啟德體育城的規模。三個團體與政府部門會面及協商後，於2013年1月27日召開聯合記者會，提出善用啟德土地的具體建議，於同年4月月初正式向城市規定委員會遞交申請，按照《人文啟德》方案修訂規劃大綱圖，及於遞交申請後兩周約見發展局局長和立法會議員討論。最終，「人文啟德」因為副場館的坐向、在大型比賽時所引申的人流管制、景觀及改動影響啟德隧道的柱位等等原因，遭受有關部門反對。

#### 興建綜合水上活動中心建議
2012年4月，臨時水上活動委員會建議在啟德跑道與市區之間的水域及岸邊的一幅土地興建一座綜合水上活動中心，提供獨木舟存倉及船庫等，用以舉辦划艇（賽艇）（英語：Rowing）、激流獨木舟及龍舟競渡等活動，獲得海濱事務委員會同意，並且提交予地政總署審批。

#### 興建飛躍啟德建議
2013年1月16日，香港前行政長官梁振英於《2013年度香港行政長官施政報告》中表示，前啟德機場跑道末端具有極大潛力發展成為旅遊及娛樂中樞，他建議在此建立城中樂園──飛躍啟德。除了娛樂設施，亦可以利用啟德獨特的航空、航海及運輸背景，發展成為兼具教育及娛樂的主題公園。該建議在2013年11月由起動九龍東舉行概念設計比賽，在2014年11月公佈結果。

#### 興建空中園景廊及多用途園景台建議

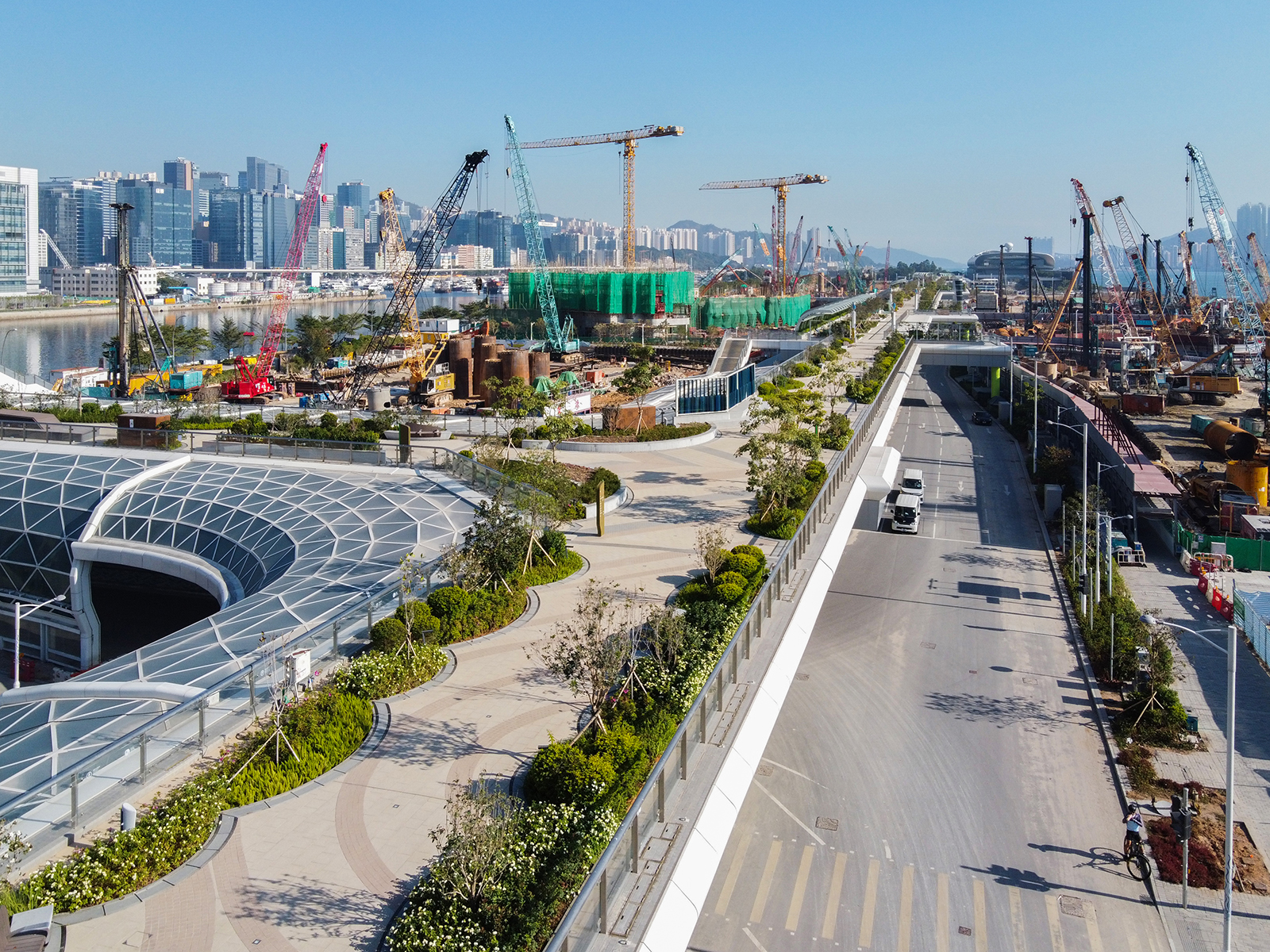
空中園景廊Skygarden 1331

對於公眾對海濱作為休息用途的期盼，土木工程拓展署於2012年9月獲得批准通過修訂《啟德分區計劃大綱圖》，將原先規劃興建於海傍的道路遷移至前啟德機場跑道中央，及於2014年1月月初提出兩個方案，建議在上述道路上架空興建一條闊11至40米、長1,400米、兼具隔音屏障功能的空中園景廊，於其上種植大量樹木和灌木等等，並且提供座席、蔭棚、涼亭及觀景台等休憩設施；以及3座25至40米闊、50長的多用途園景台，設置小型公園及多用途廣場。園景平台將連接前啟德機場跑道北面的都會公園、啟德郵輪碼頭、旅遊中心及跑道公園。土木工程拓展署計劃於同年上半年就擬建工程的道路及污水系統刊，預計於2015年完成有關法定程序。同年10月月底，土木工程拓展署完成上述項目的初步概念設計，有關建築物將會融入多項航空元素，包括運用地面燈光及跑道標記等，以營造滑行道主題；預計於2015年年中動工，於2019年竣工。該空中園景廊命名為Skygarden 1331，啟德空中花園已在2021年5月21日正式開放。

#### 9個發展商聯手組公司發展
2022年7月13日，華懋集團、中國海外、帝國集團、遠東發展、恒地、嘉華國際、新世界發展、新鴻基地產及會德豐地產宣布成立「啟德跑道區私人發展有限公司」，表示將在跑道區的土地透過公私營協作模式，與不同持份者和政府部門配合及協商，發展為香港全新綜合多元化地段Park Peninsula。有大型地產商高層指發展商過去投資逾千億投得該處地皮發展，但政府及相關部門多年來對跑道區完全不作推廣，
加上五幅商業地擬改作住宅和啟德單軌列車計畫被擱置下，認為地產商急切需要與政府商討替代方案。

## 現時規劃大綱
根據規劃署於2006年10月提出的初步發展大綱建議，啟德發展計劃將以「嶄新的海濱，匯集歷史文化，綠茵，體育及旅遊特色」的新焦點作為規劃主題，無需填海，共分為6大規劃分區：
- 啟德城中心

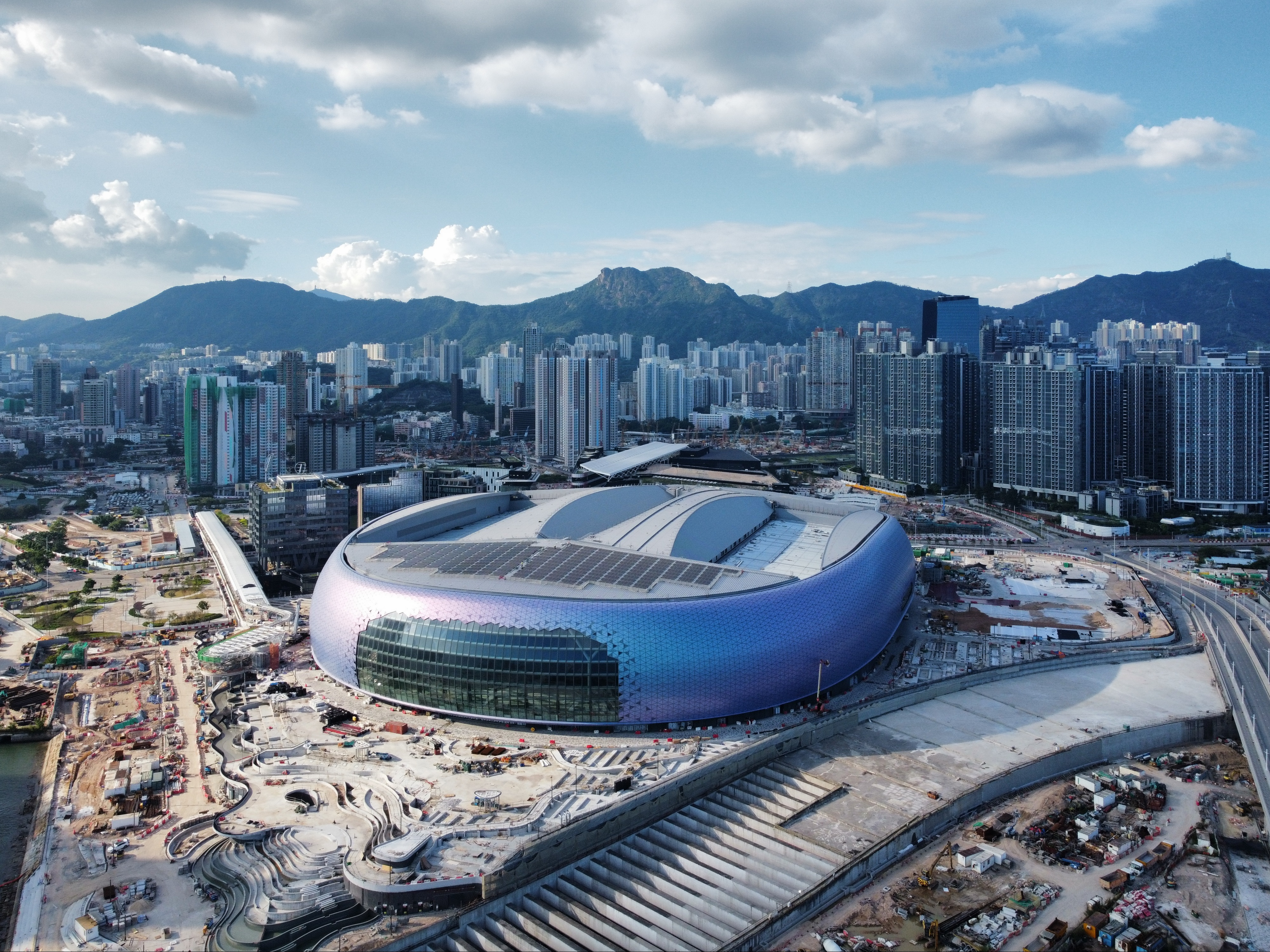
多用途體育場館

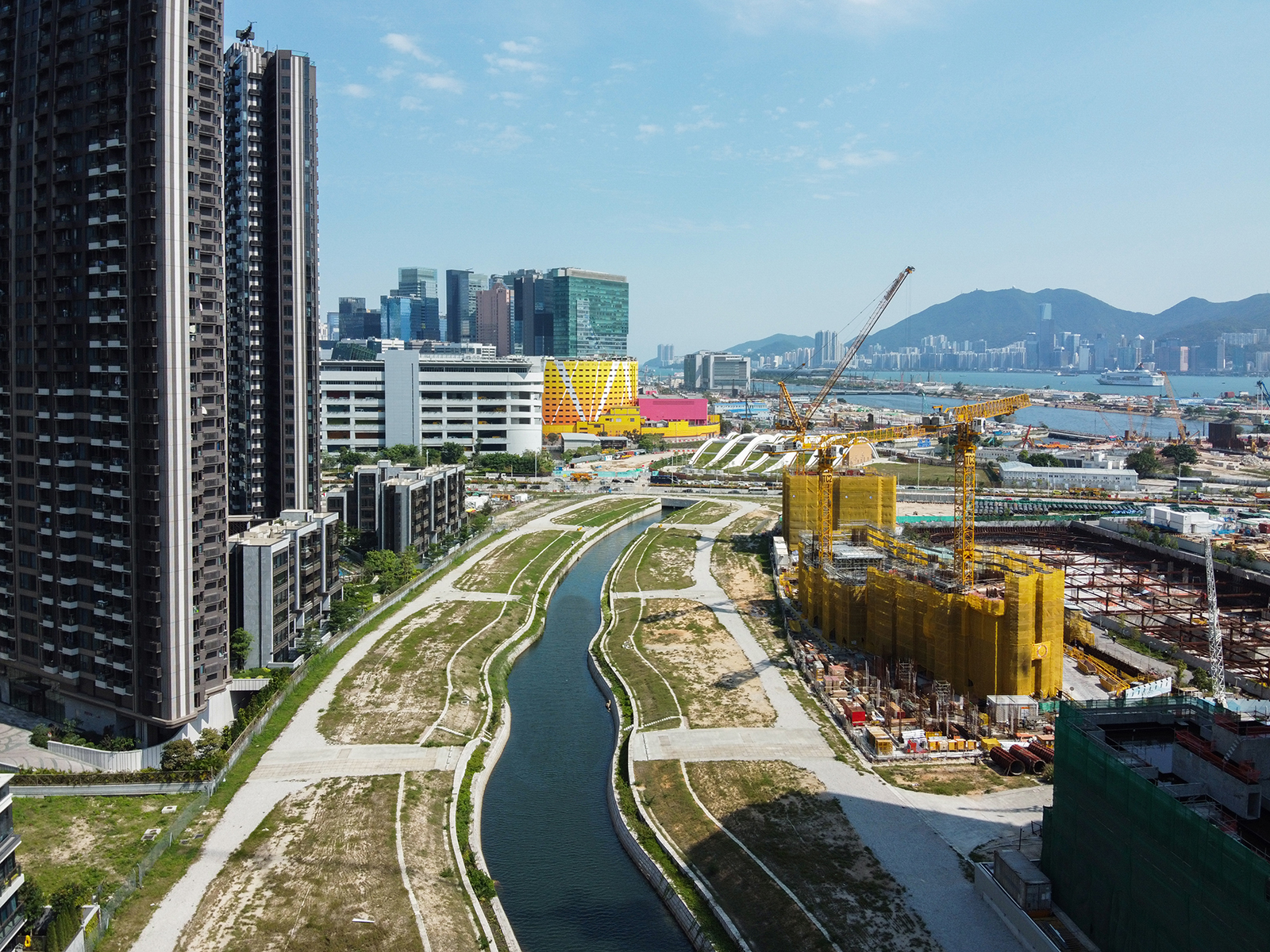
啟德明渠（前）和啟德明渠一號及二號淤泥清理站（後）

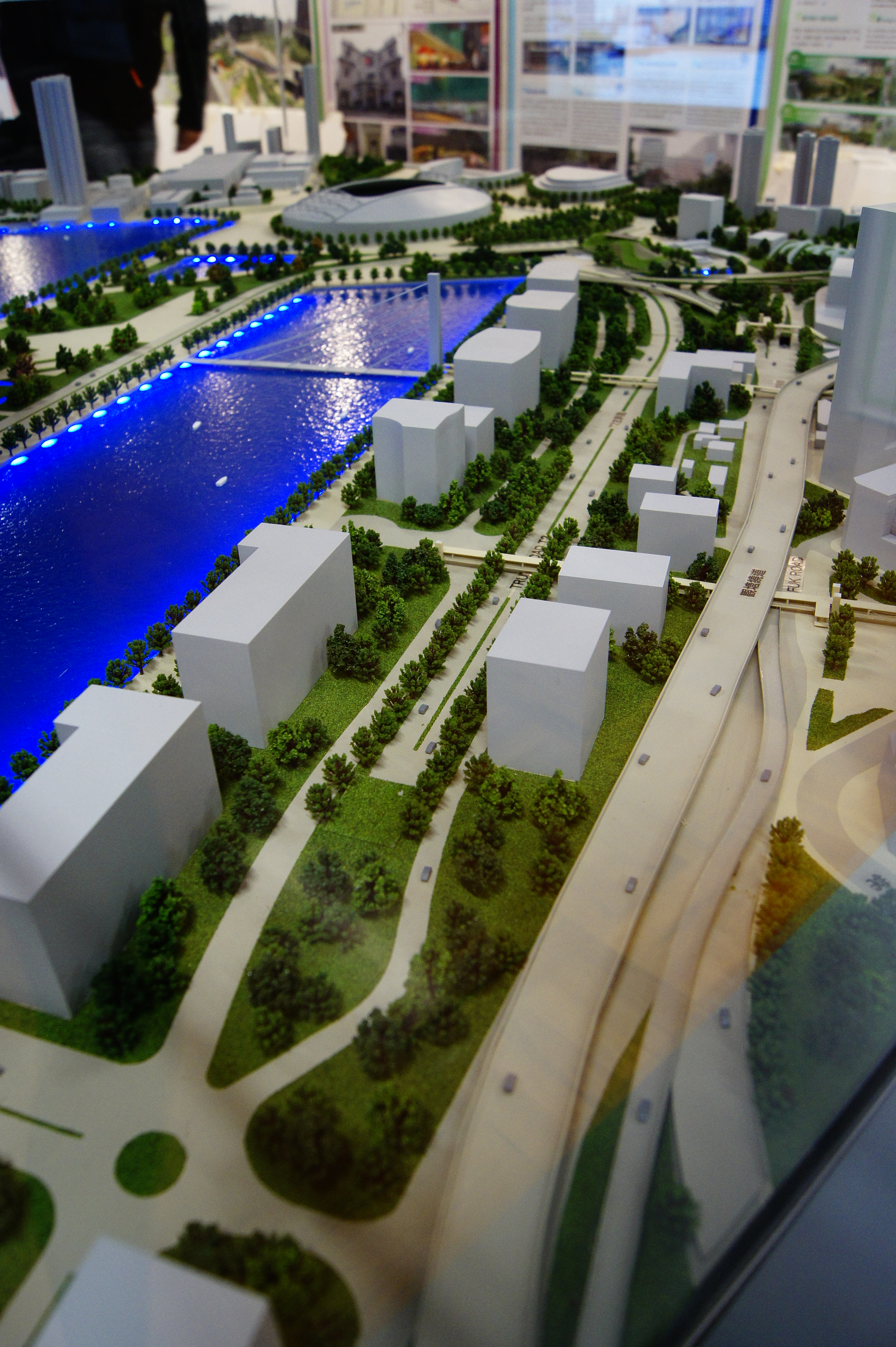
東南九龍T2主幹道

  - 位於北停機坪東部，屯馬綫啟德站座落此區，車站上蓋將會發展為車站廣場，附有咖啡室及餐廳的大型公園，總面積為7公頃。車站廣場作為中心地帶，廣場東面建築啟晴邨、德朗邨及工業貿易大樓；北面連接新蒲崗及九龍城的土地將發展為辦公室區，提供約70,000平方米的樓面面積；南面伸延至機電署大樓及九展中心一帶的土地，將會發展為啟德坊──以中低密度發展的無平台住宅區，強調住戶互動與睦鄰關係的休閒社區，每段街道包括了一列列的獨立房屋和中等高度樓宇，以及各種政府、機構或者社區設施[50]。

車站廣場下會設兩條地下購物街，全長約1500米，分別連接九龍城、新蒲崗、沙中綫宋皇臺站及啟德站，並透過賣地條款要求發展商興建、管理及營運與其發展用地相連的地下街，須全日24小時開放供市民使用。
- 體育場館區
  - 位於北停機坪西部，沙田至中環綫（沙中綫）宋皇臺站將會座落此區，西面連接馬頭角，興建具有地標特色的大型多用途體育場館，包括一個設有50,000座位的主場館、一個5,000座位的運動場及一個設有10,000座位的室內體育館。大型多用途體育場館連接都會公園，市民穿過園景通道及休憩公園後，便可以到達啟德站；場館東面有連接車站廣場的景觀廊，可以遠眺獅子山的景色。接壤馬頭角的海濱一帶，則會發展為海濱飲食廊，設有小型商店及茶座。
- 混合用途區
  - 位於南停機坪，區內主要是商業及住宅發展，與九龍灣商業貿易區進一步整合，並且建議設立海旁市集，用以舉行社區活動。其中啟德消防局於2013年落成，而香港兒童醫院亦於2018年落成啟用。同時，該區現正興建啟德醫院以至其他社區及保安設施。
- 都會公園
  - 環繞啟德明渠（啟德河）進口道兩岸，位於混合用途區南部及跑道北部，規劃面積為24公頃，是維多利亞公園（維園）的1.4倍，將是區內主要海濱活動的休閒設施。都會公園將建有海濱長廊、緩跑徑、觀景台、高爾夫球練習場、划艇遊樂區及單車徑等24個休閒設施[51]。
- 跑道休閒區
  - 位於跑道中部，連接旅遊及休閒中心與都會公園，以休閒生活為題的低密度住宅發展，結合商業及文化特色，休閒區將會建有一條闊30米的行人專用林蔭大道，兩旁附設特色商鋪。
- 旅遊及休閒中心
  - 啟德郵輪碼頭：位於前啟德跑道南端的郵輪碼頭，於2014年全面落成[52]。鄰近將發展為集合酒店、零售及娛樂設施的旅遊中心，跑道末端設一個以航空發展為主題的啟德跑道公園，首期於2014年8月落成。附近將會興建跨境直昇機坪。

## 發展時序
首階段項目於2013年-2016年落成：
- 工業貿易大樓（於2015年5月竣工）
- 啟德消防局（於2013年7月竣工）

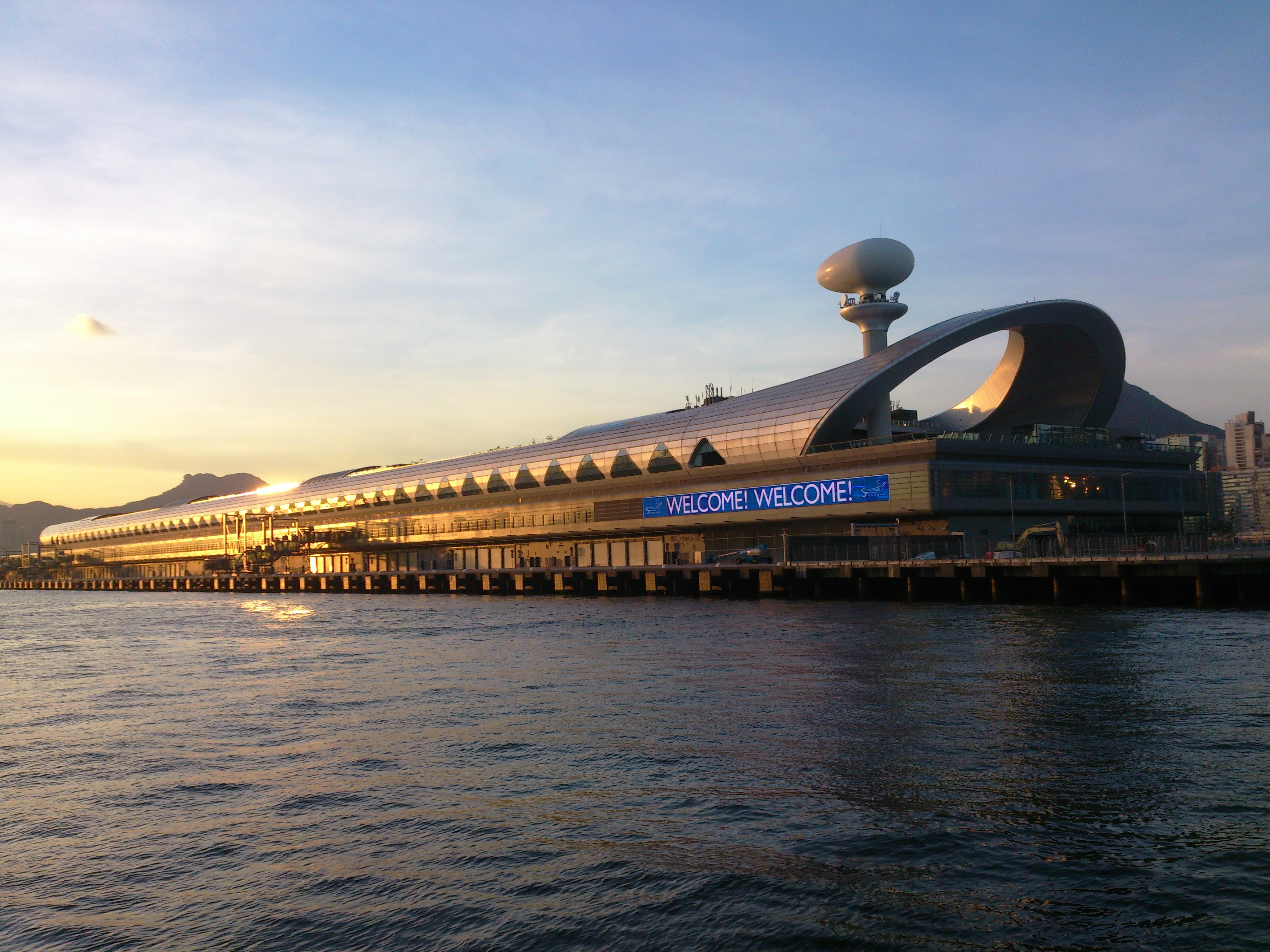
啟德郵輪碼頭

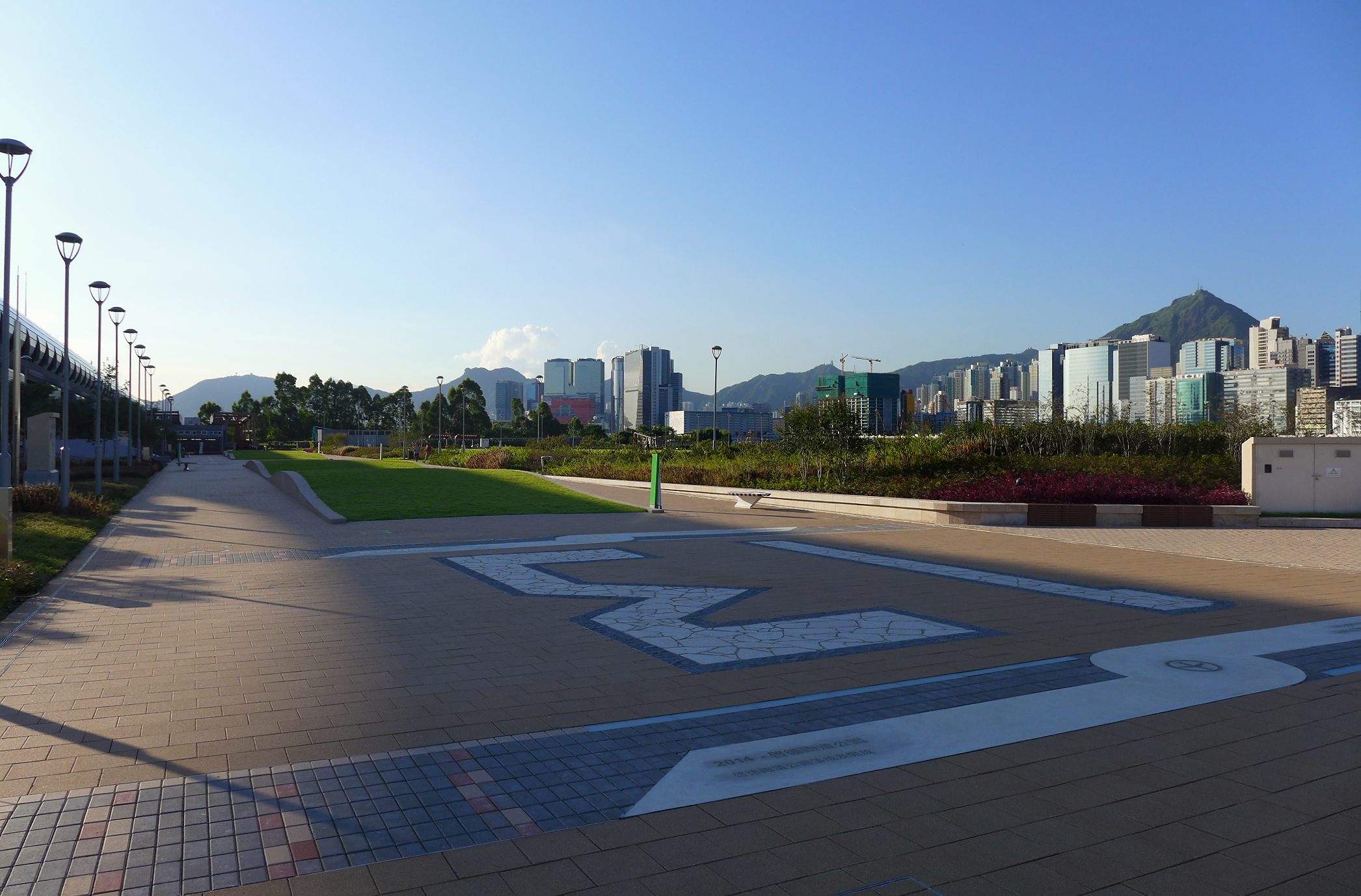
啟德跑道公園

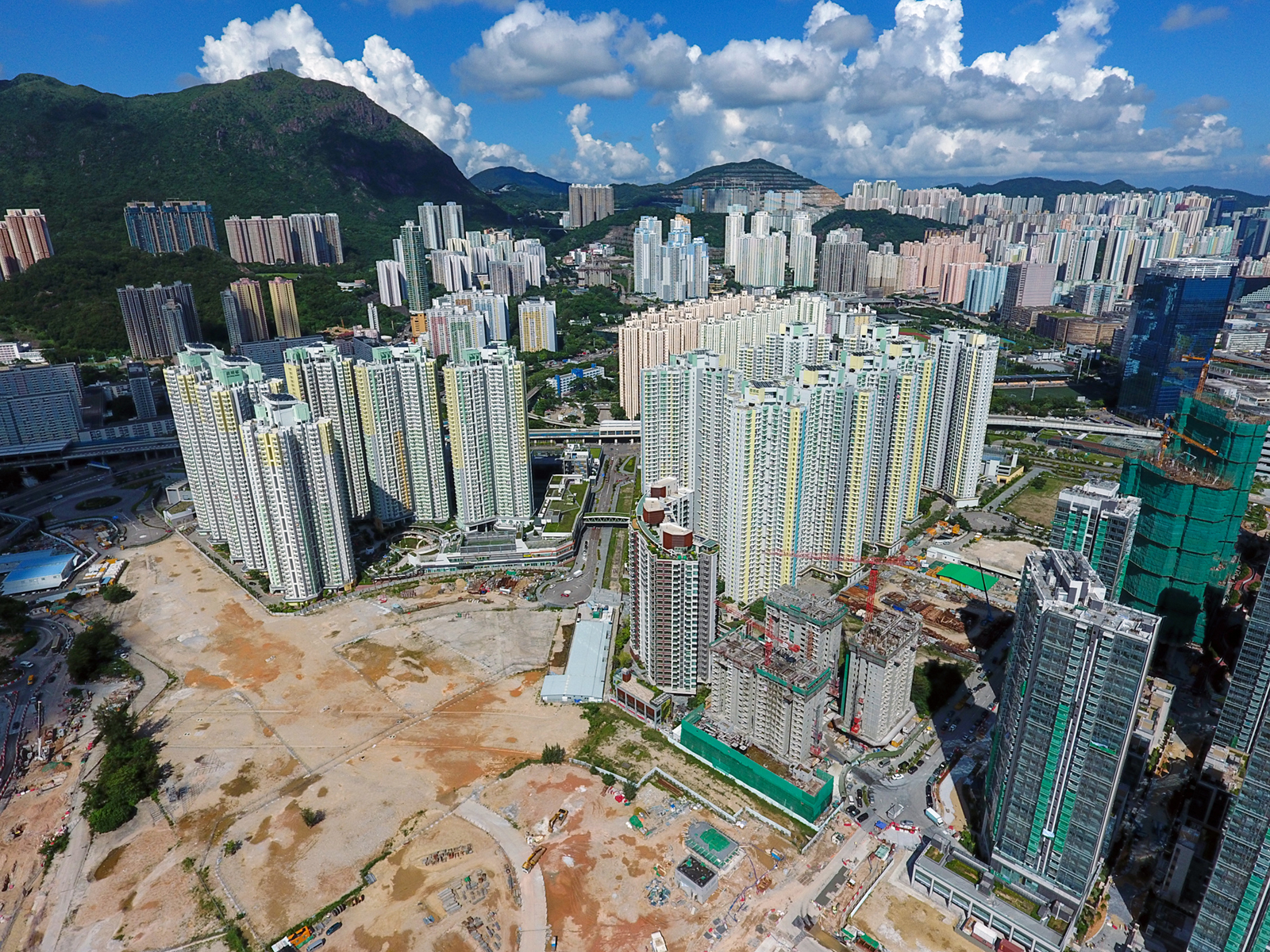
啟晴邨及德朗邨

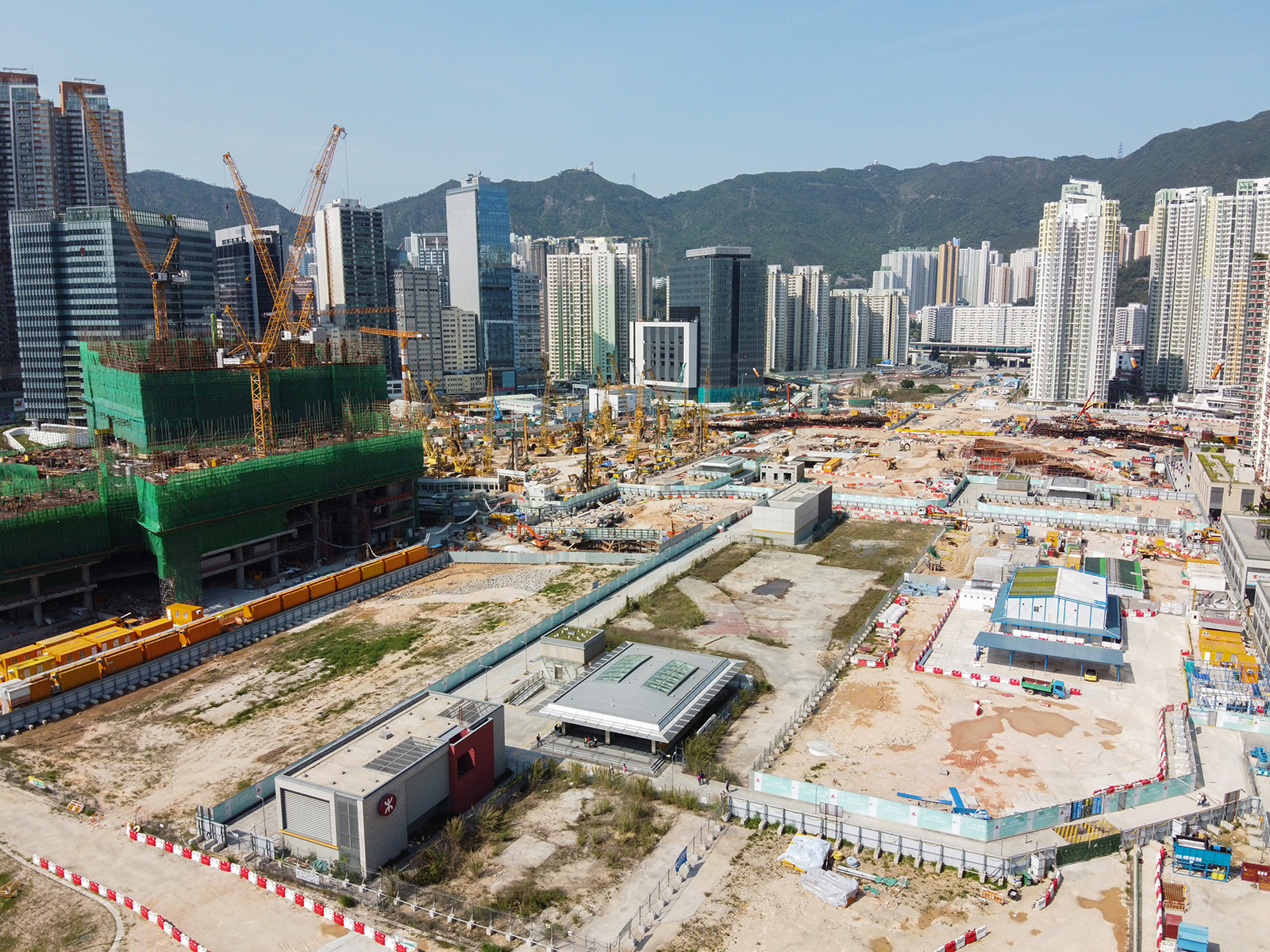
啟德車站廣場地盤

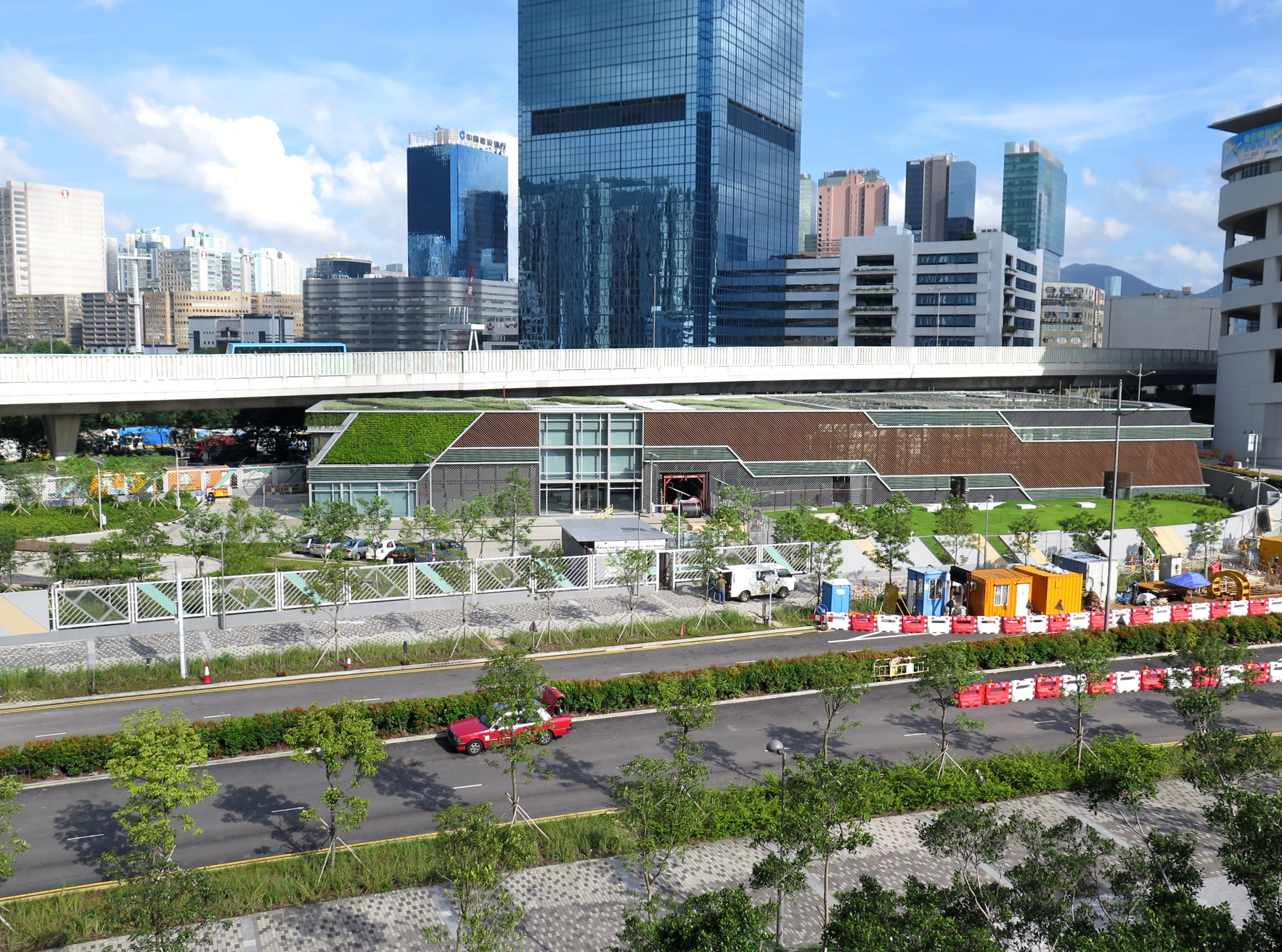
啟德發展區區域供冷系統

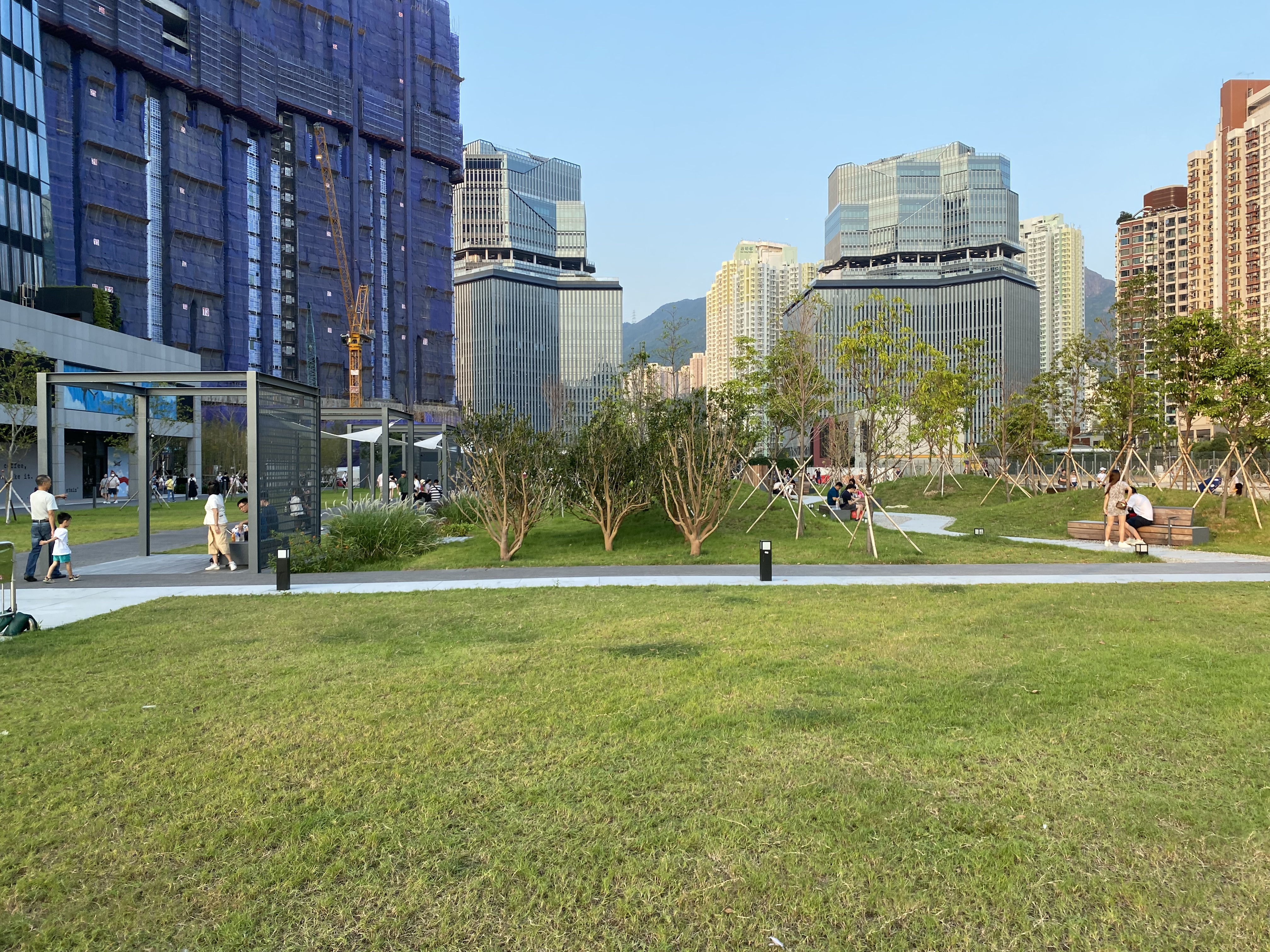
崇光啟德旗艦店The Twins 雙子匯

- 啟德郵輪碼頭大樓及首個泊位（分別於2013年6月1日及7月竣工）
- 觀塘海濱花園（第一期於2010年1月11日竣工，第二期則於2015年5月開幕）
- 啟德跑道公園（第一期於2014年4月22日竣工，第二期則延至2016年竣工）
- 第一階段啟德區域供應冷卻系統（2013年竣工）
- 位於前皇家香港輔助空軍基地的公屋項目：
  - 啟晴邨（2013年第一季）
  - 德朗邨（2013年第一季）

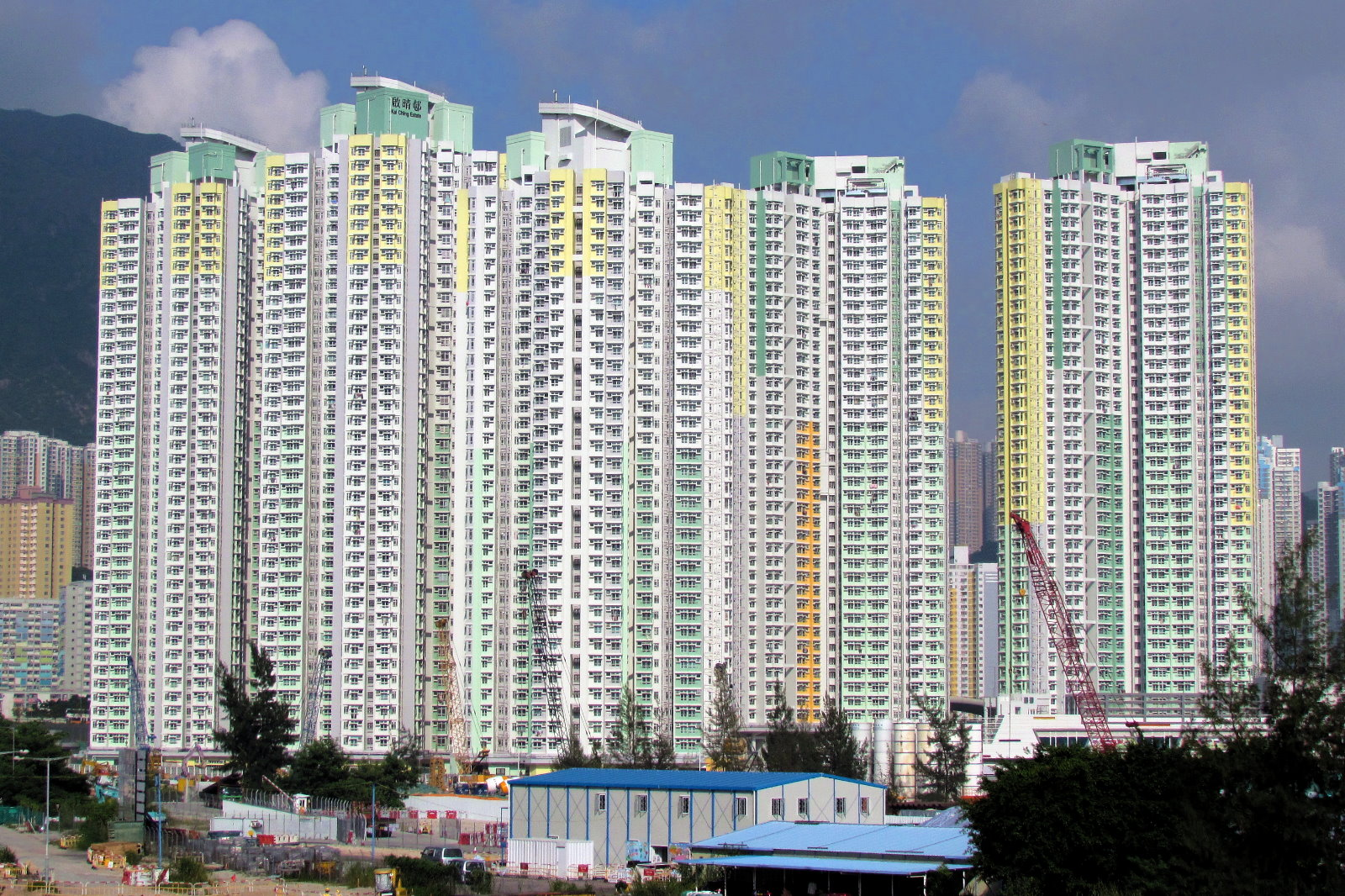
啟晴邨
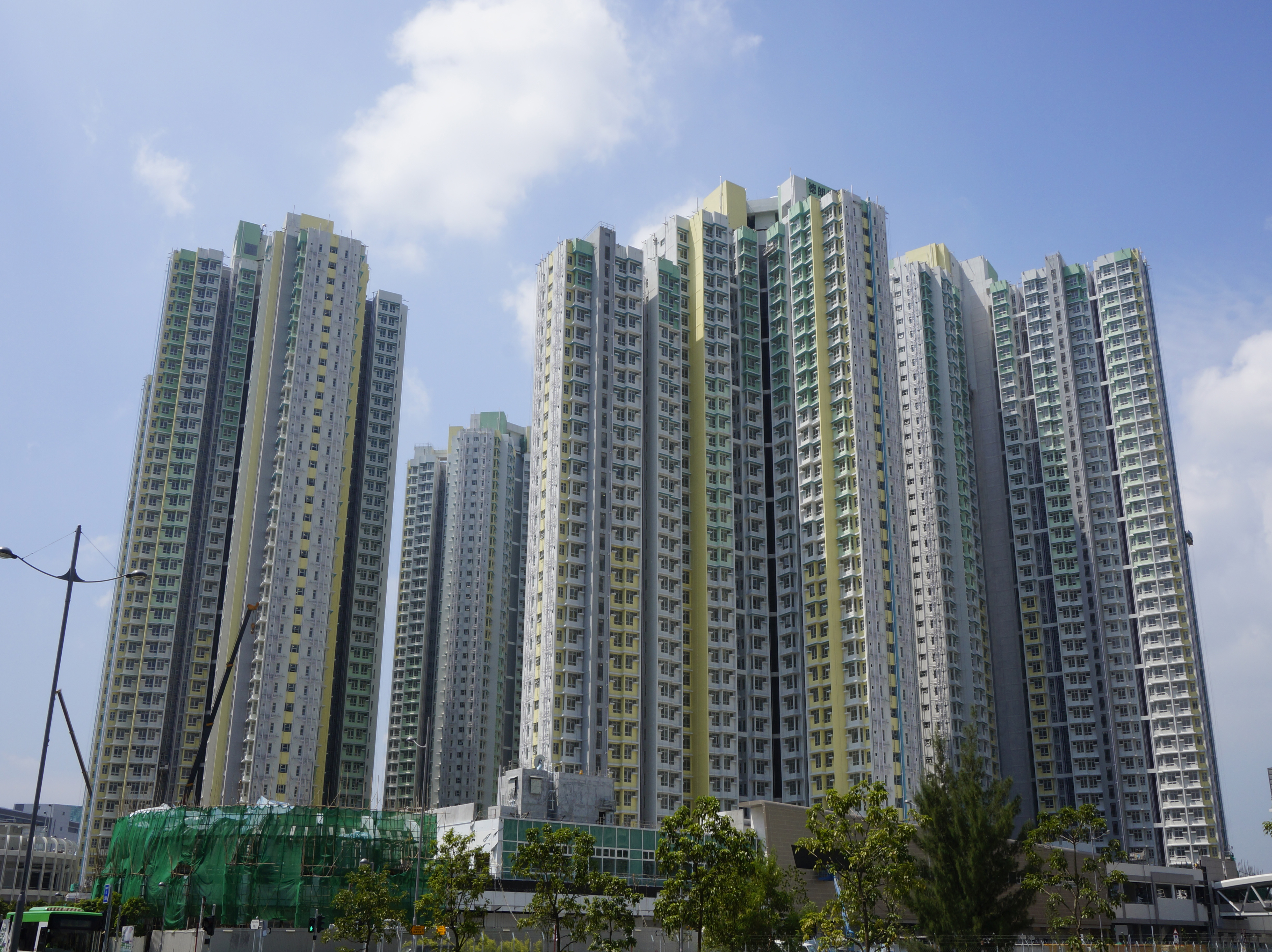
德朗邨
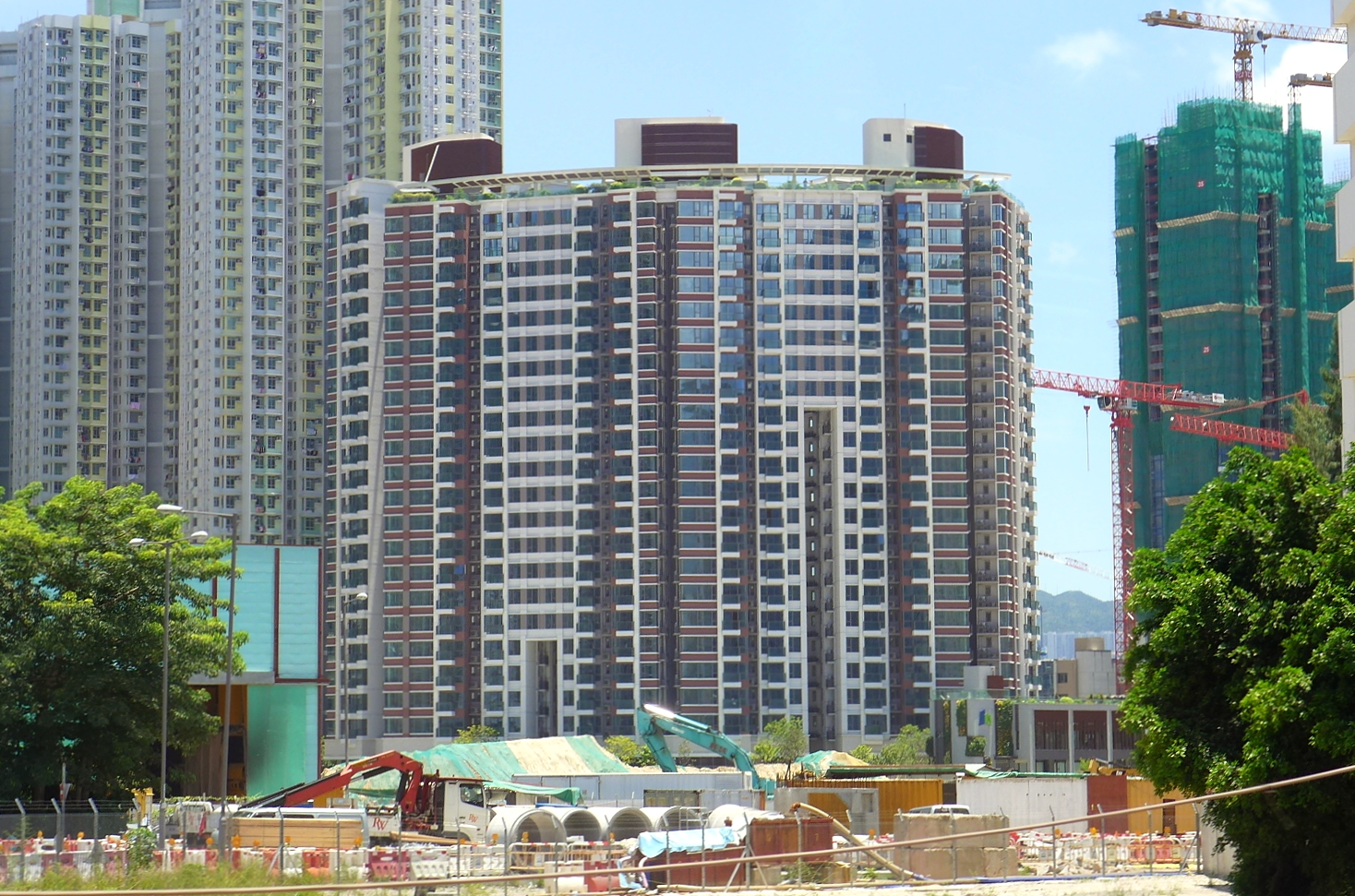
啟德「樓換樓」發展區──煥然壹居
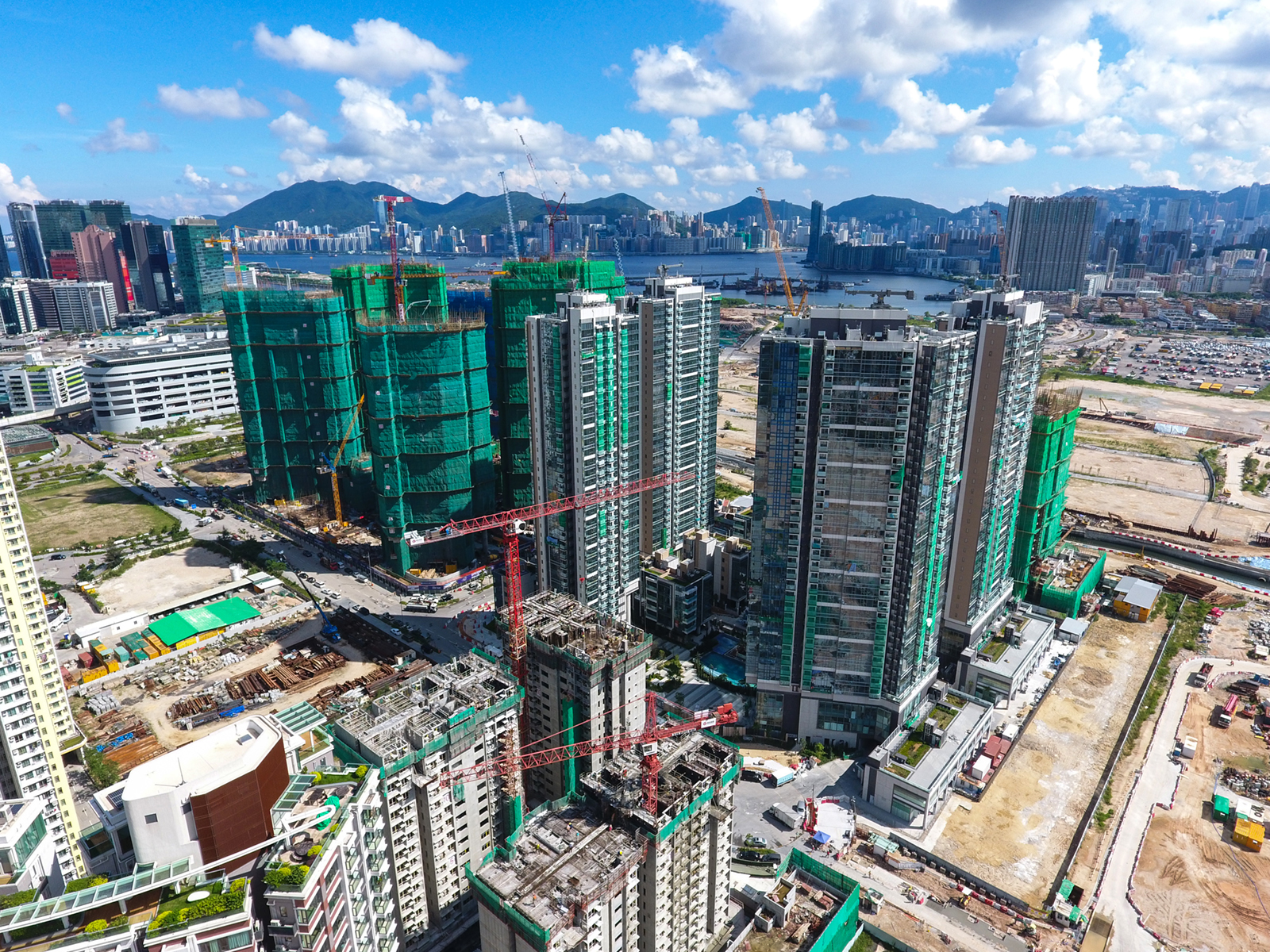
港人港地項目──啟德1號及週邊住宅

次階段項目於2014年-2025年落成：
- 啟德郵輪碼頭次個泊位（2014年9月竣工）、直升機場及旅遊中心
- 港鐵屯馬綫啟德站（2020年2月14日）及宋皇臺站（2021年6月27日）
- 啟新道（往新蒲崗），往九龍城及新蒲崗（已竣工）
- 啟德明渠（又稱「啟德河」）（2015年至2018年分階段完成）
- 位於北停機坪的住宅及商業用地（部份）
  - 市區重建局樓換樓及資助房屋混合發展項目──煥然壹居，由4座物業組成，提供484伙，實用面積介乎330至670平方呎，間隔介乎開放式至3房，當中半數屬1房單位，於2016年預售樓花。
  - 居屋啟朗苑（2019年）
  - 啟德1號（I）及（II）（2017年）
  - 天寰（2018年）
  - 龍譽（2018年）
  - 嘉匯（2018年）
  - 尚‧珒溋/嘉峯匯（2021年）
  - 會德豐地產『Kai Tak Habour系列』住宅項目，包括：
    - OASIS KAI TAK（2018年）
    - MONACO（2022年）
    - GRANDE MONACO（2022年）
    - MONACO ONE（2023年）
    - MONACO MARINE（2023年）

  - AIRSIDE－辦公室、酒店、商場、公共交通運輸處（曾為啟德河雙子塔項目，因附近居民反對，政府改成單幢式200米高地標商廈，雙子塔之前規劃為175米高單幢式商廈）（2023年）
- 第二階段啟德區域供應冷卻系統（已竣工）
- 三所醫院及醫療機構：
  - 香港兒童醫院（2018年12月18日）
  - 神經科學專科卓越醫療中心（將併入啟德醫院內）
  - 啟德醫院（不遲於2026年）
- 兩所學校：
  - 聖公會聖十架小學及保良局何壽南小學（2016年9月1日遷入現址開課）
  - 文理書院（九龍）（2019年9月2日遷入現址開課）

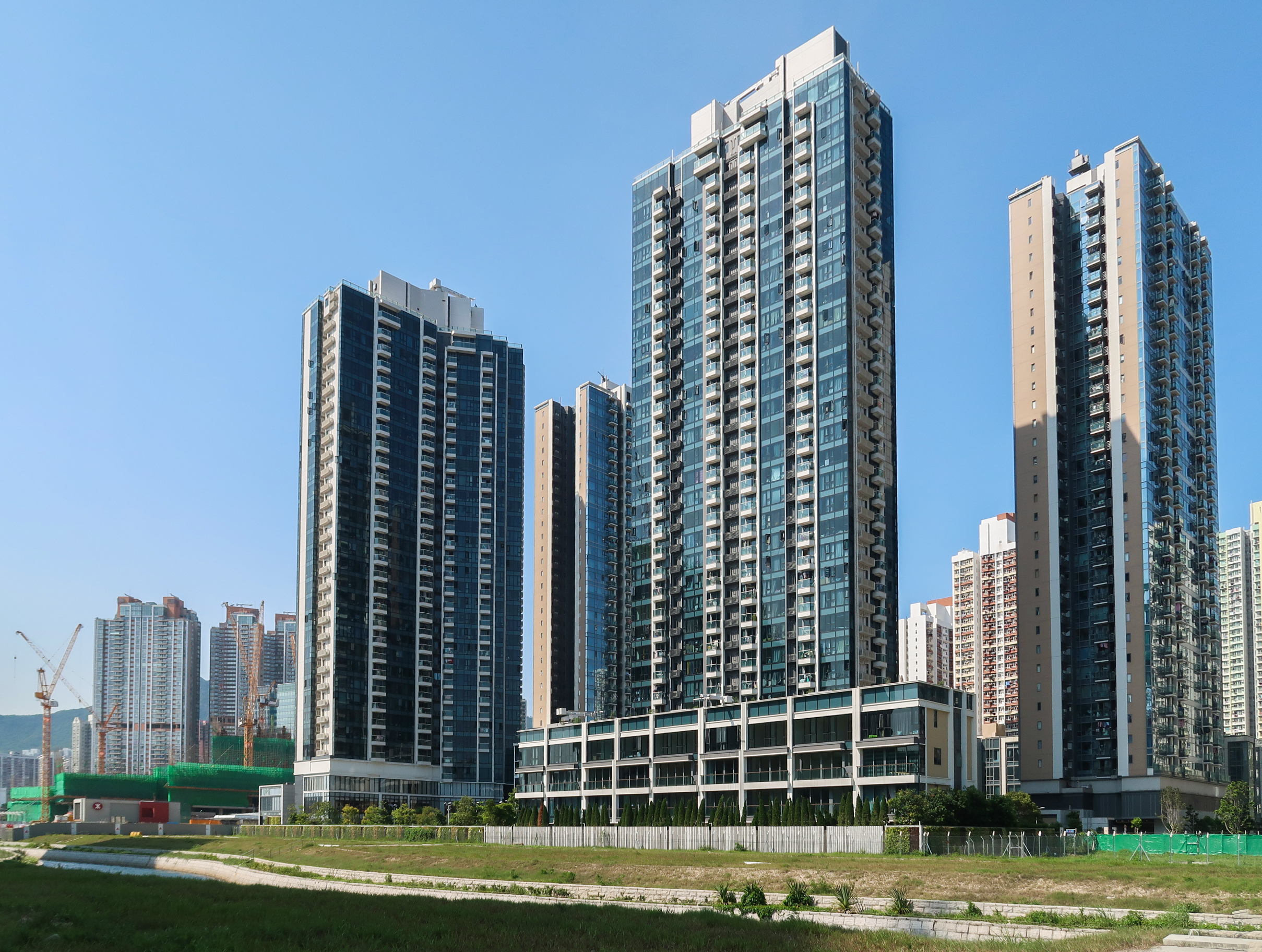
OASIS KAI TAK
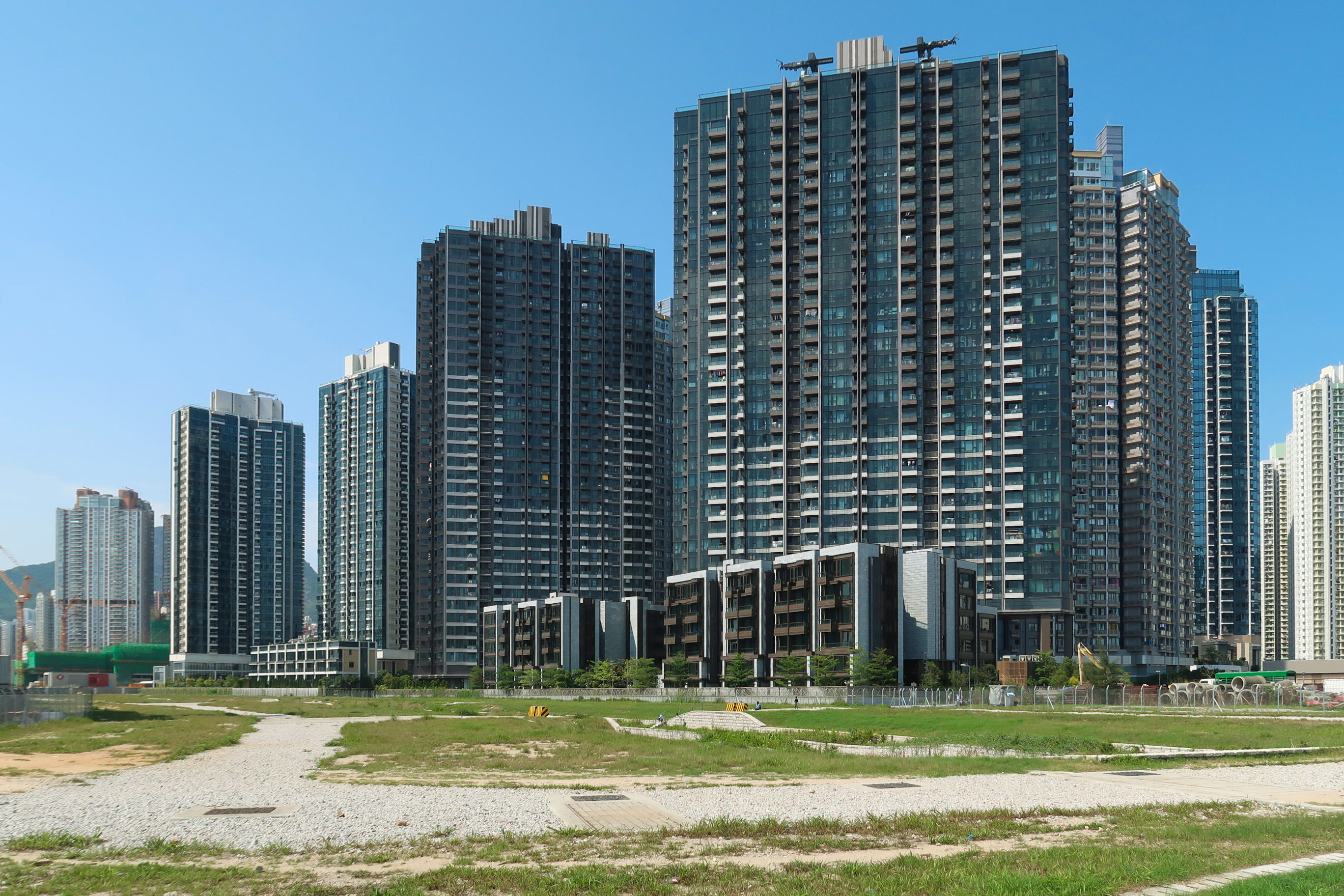
龍譽
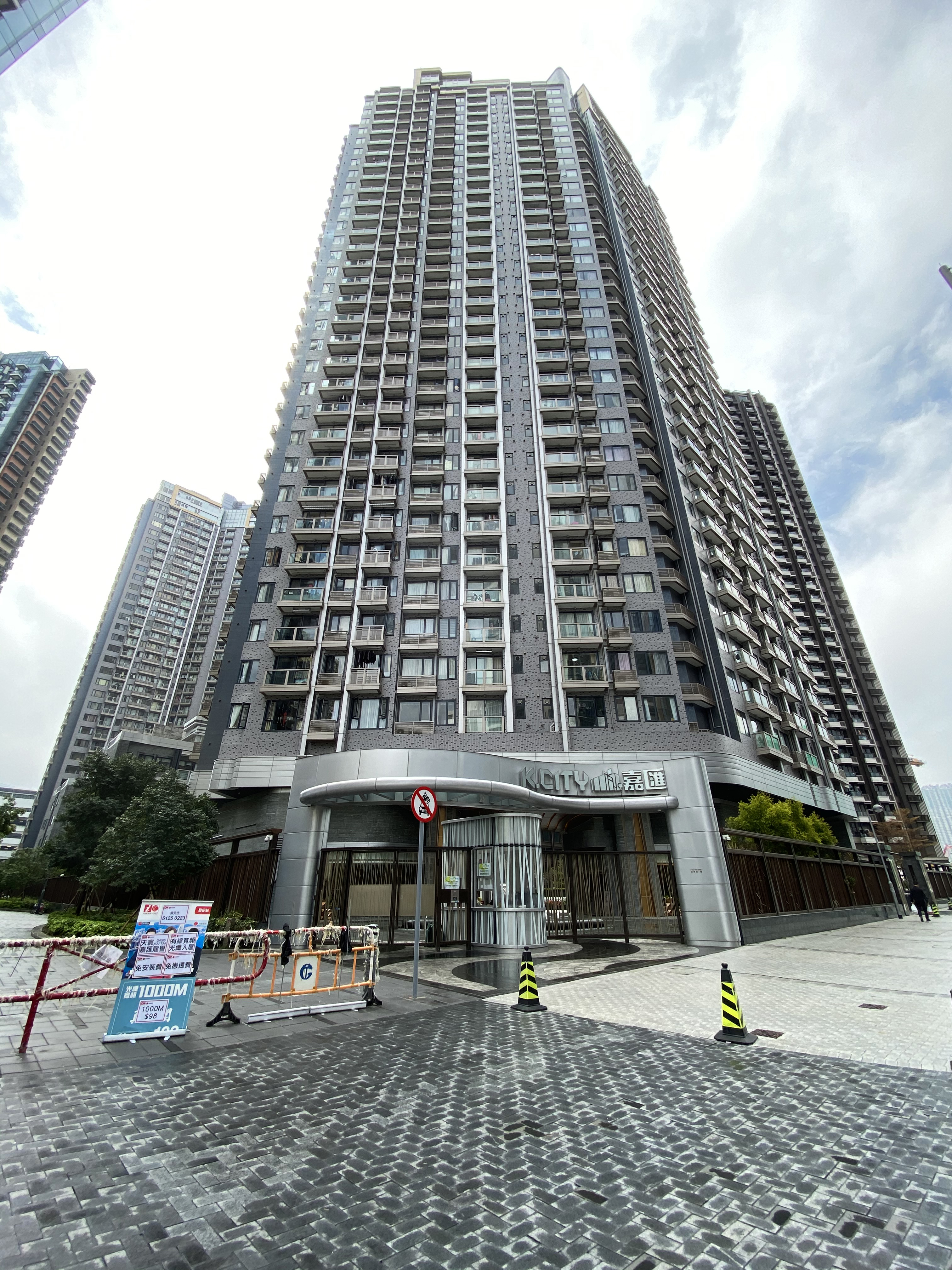
嘉匯
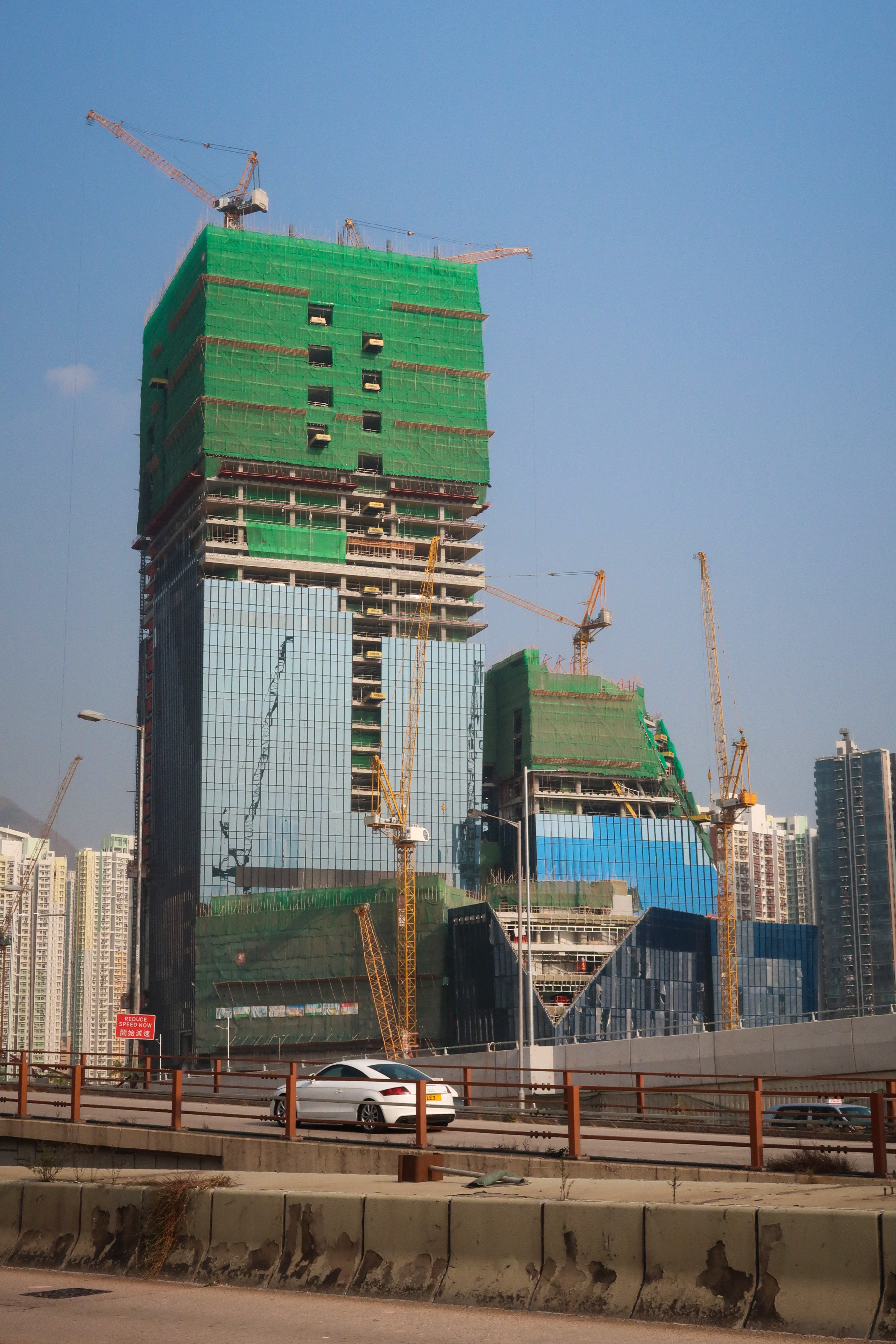
商業發展項目AIRSIDE
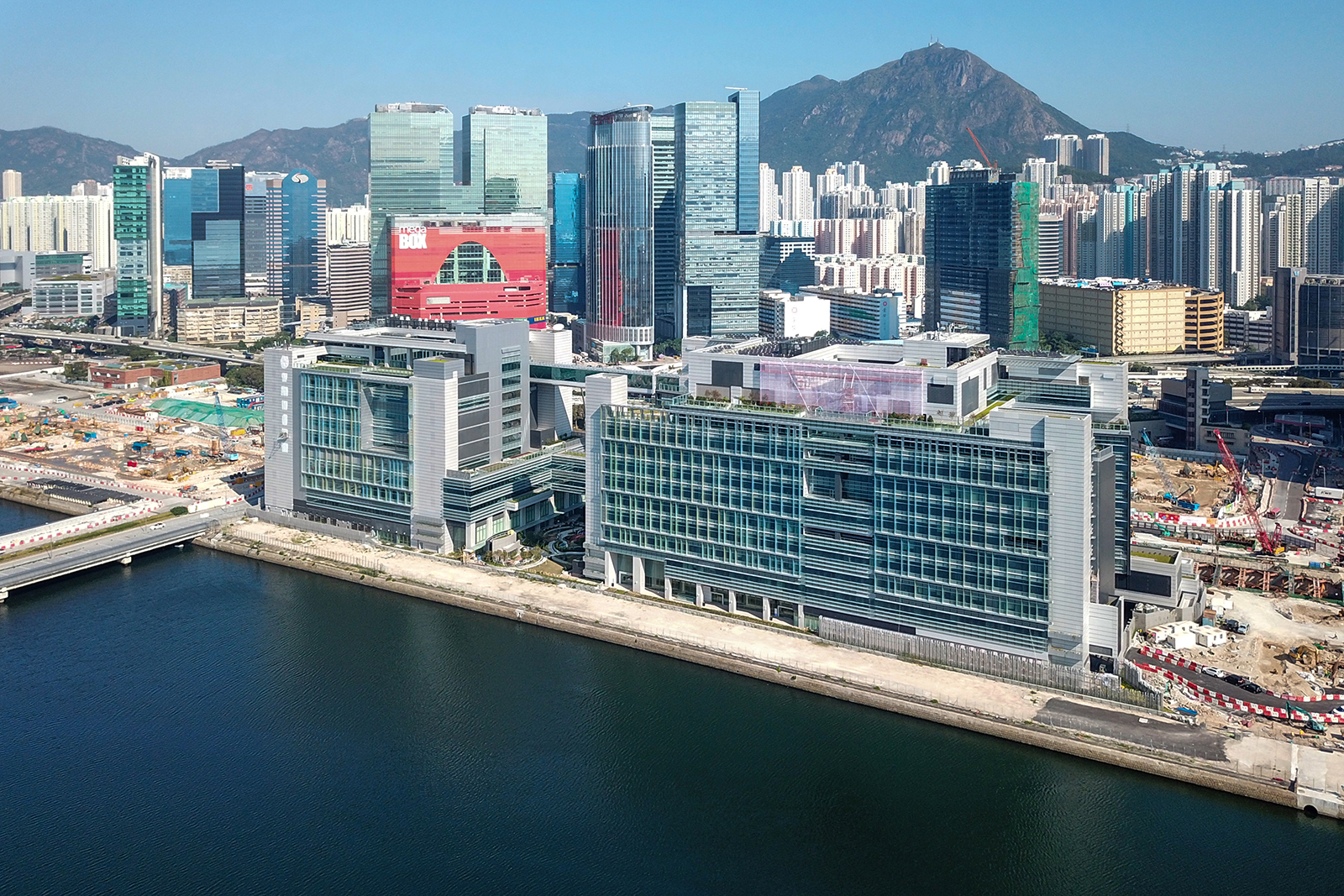
香港兒童醫院
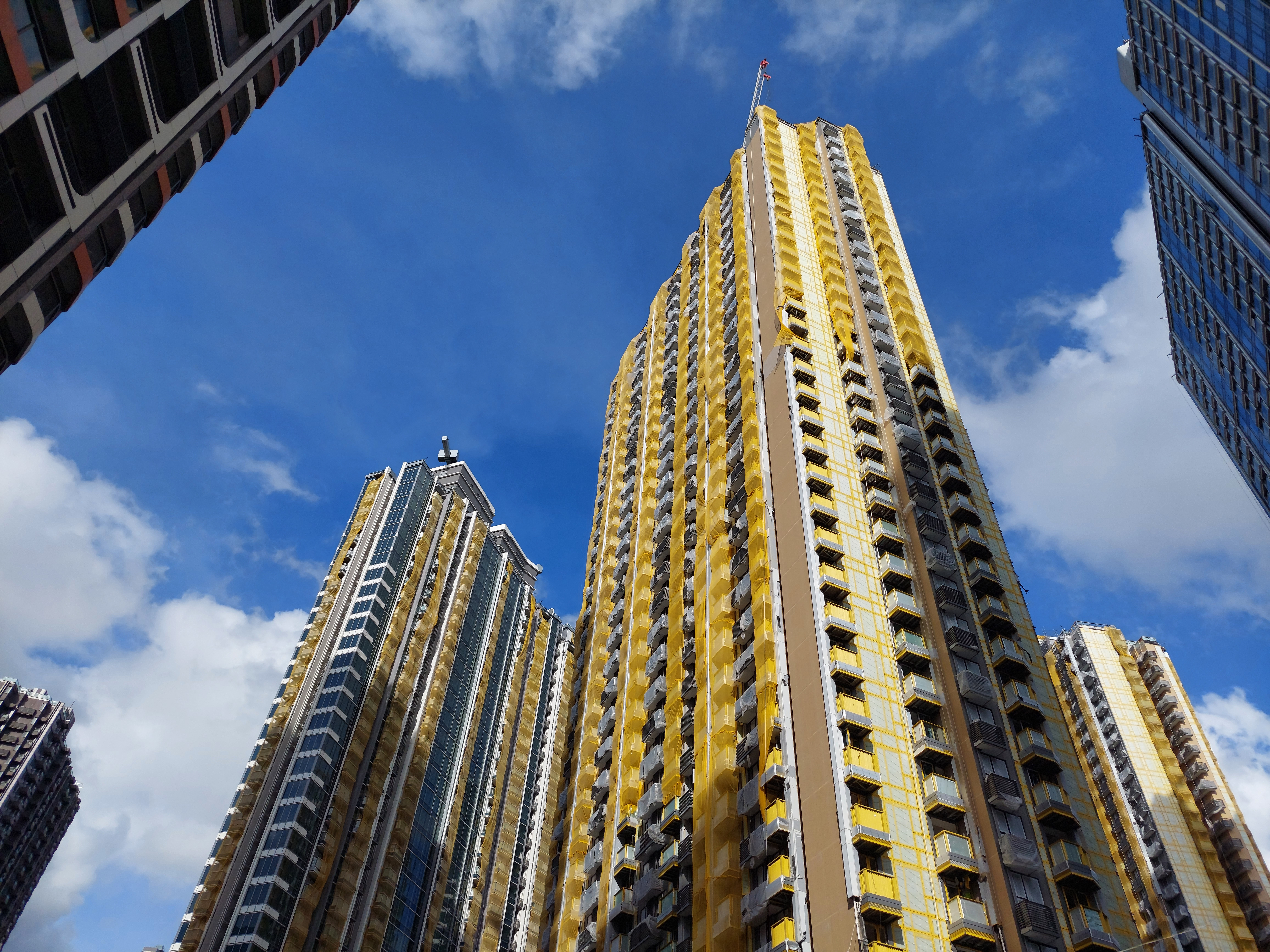
MONACO及GRANDE MONACO
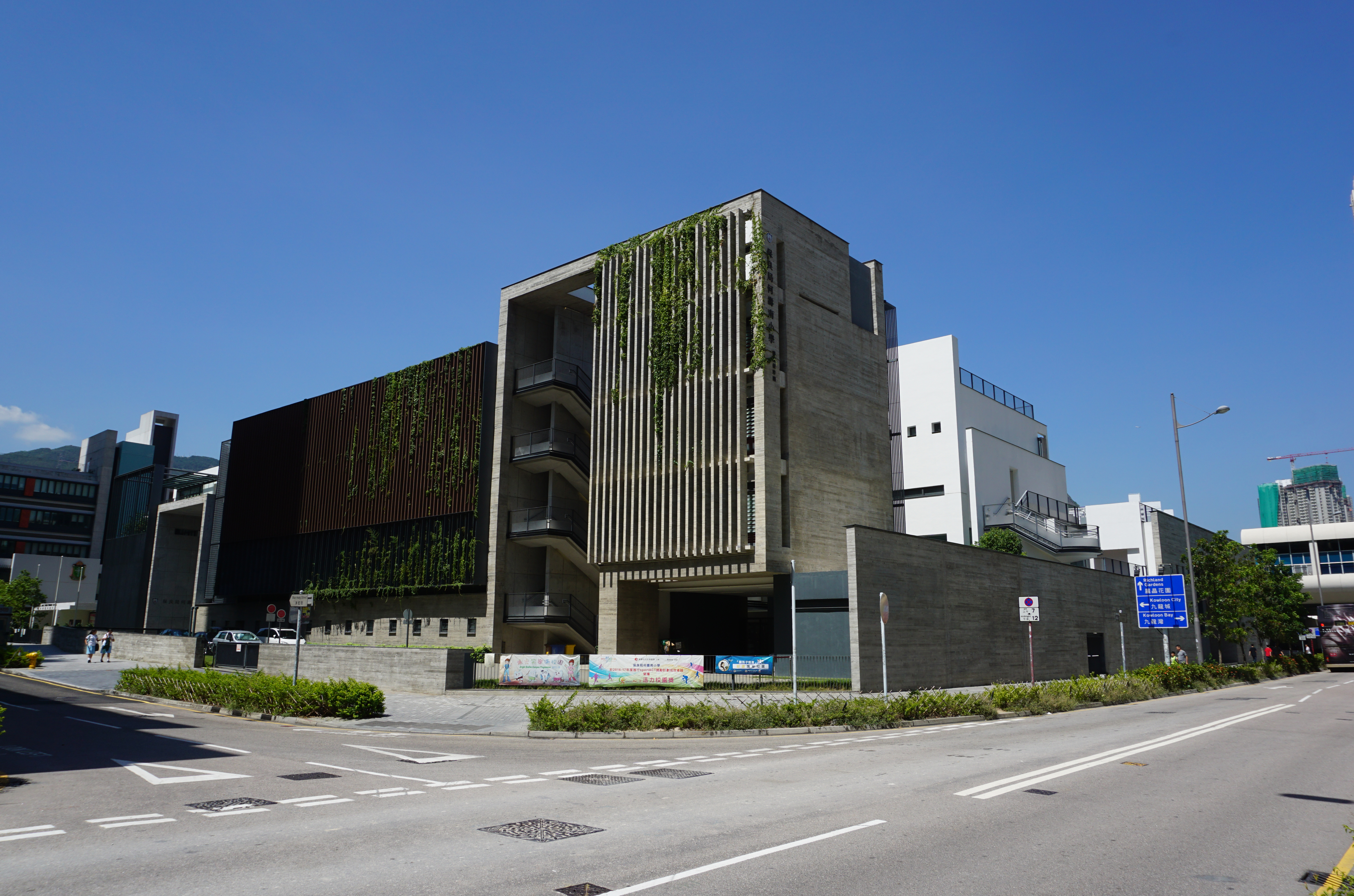
保良局何壽南小學新校舍
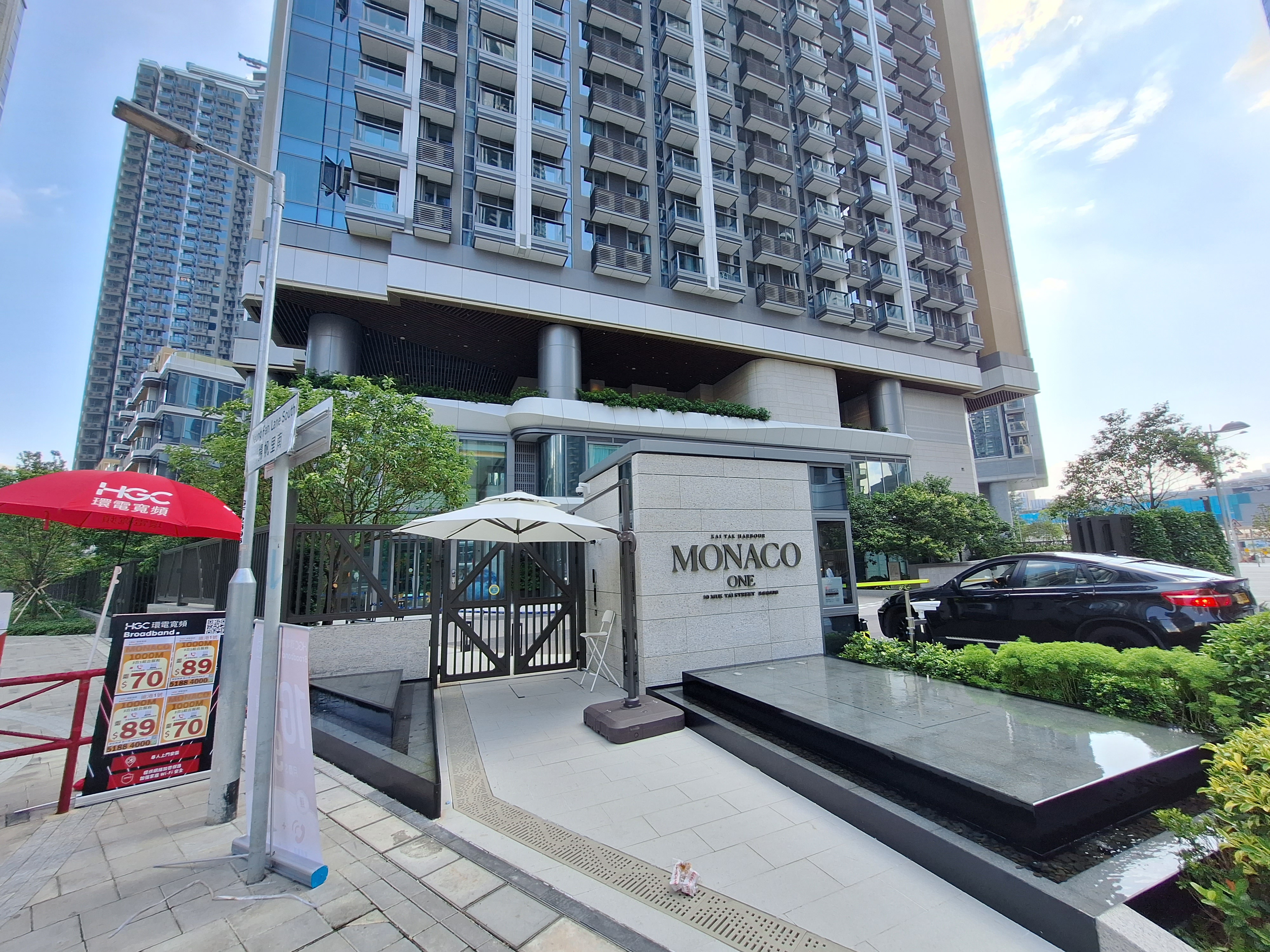
MONACO ONE及MONACO MARINE入口閘門

終階段項目，不早於2021年後落成：

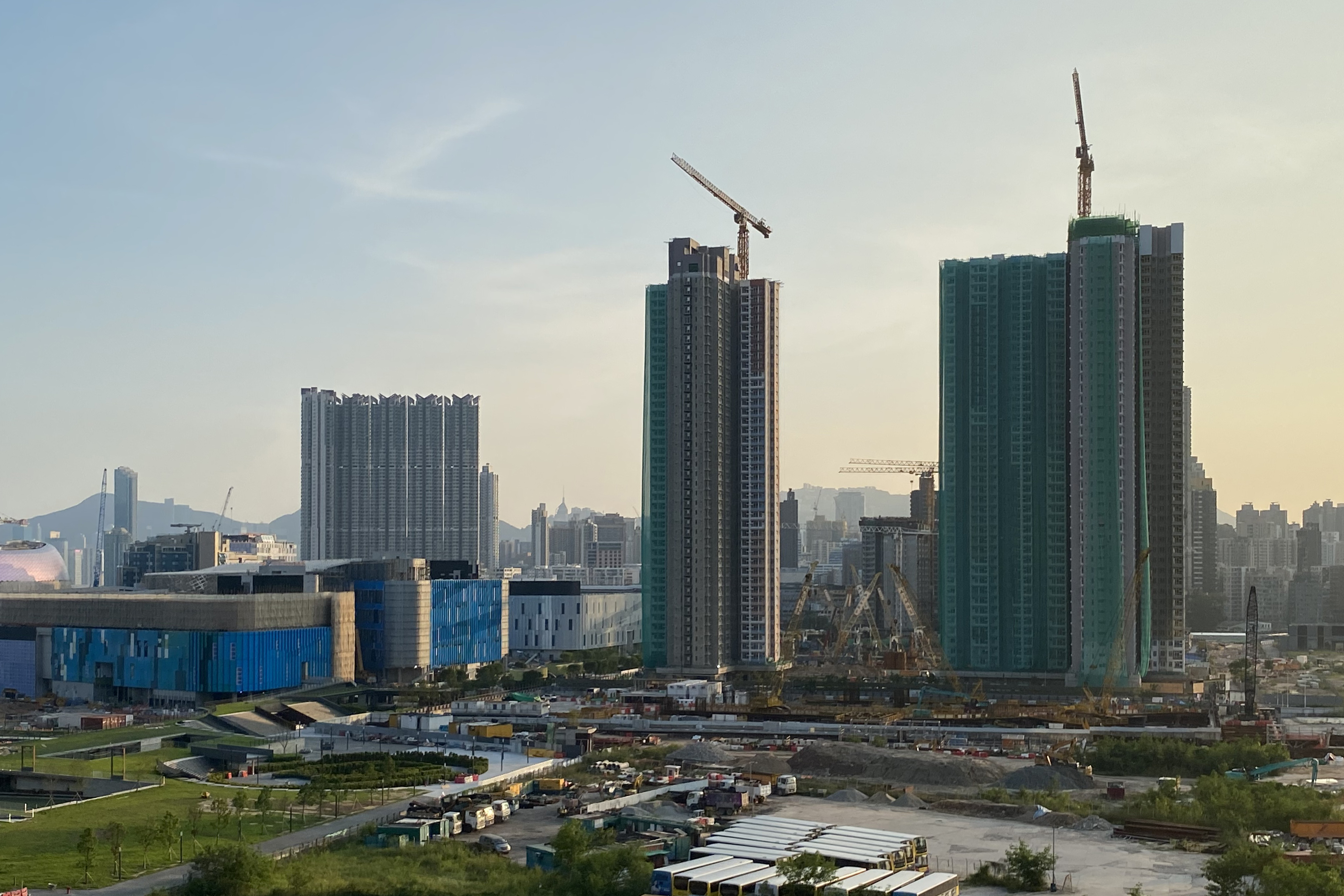
啟欣苑和啟德體育園（2023年9月）

- The Twins 雙子匯－第一座為SOGO崇光百貨啟德店、第二座為零售、娛樂、餐飲及生活時尚商廈（新雙子塔地標項目，1幢18層和1幢19層高商廈，限高100米，第一座於2024年11月15日開幕）
- 啟德車站廣場（第一期於2021年12月7日開幕；第二期於2023年12月17日開幕）
- 啟德體育園（於2025年3月1日開幕）
- 六號幹線東南九龍T2主幹道（2019年11月14日動工，關鍵日期不遲於2026年）
- 都會公園（延至2028年竣工）
- 位於北停機坪的住宅及商業用地（剩餘部分）
  - 房協真善美邨重置項目（1E1號土地）
- 位於原31跑道末端及客運大樓舊址（沐仁街）的六個資助出售房屋項目：
  - 啟欣苑（2B2-6號居屋土地；關鍵日期為2025年3月；所有期數落成後，將以約8,720伙單位超越天盛苑，成為香港最大居屋屋苑）
  - 房協資助出售房屋項目（2B1號土地），項目地盤面積約148546平方呎，將以地積比率約6.5倍發展，成為兩幢樓高41層連兩層地庫的住宅大廈，涉及約965549平方呎，涉及1790伙住宅單位和一幢兩層高連兩層地庫的零售建築物，涉及約44564平方呎，該住宅項目將提供384個車位，當中私家車位佔237個。
- 位於跑道的12幅住宅及少量商業用地（天瀧，維港．雙鑽，MIAMI QUAY，啟德海灣等）而香港9間地產商在2022來了聯手成立「啟德跑道區私人發展有限公司」，以「Park Peninsula」名義期望將跑道區發展成綜合多元化地段
- 位於南停機坪的商業用地
- 第三階段啟德發展區區域供冷系統（2021至2022年間竣工）
- 新地NKIL 6568發展項目－住宅連商場、地下商店街、安老院舍和長者日間護理中心（關鍵日期訂於2024年，屆時將成為區內最高的住宅大樓）
- 恒基發展項目THE HENLEY
- 學校，包括
  - 浸信會天虹小學（1B4號土地、沐安街與沐朗街交界，預計最早2025年第三季落成遷入）
- 啟德智慧綠色集體運輸（預計2034至2038年間竣工）

## 住宅
啟德發展區提供約200萬平方米住宅樓面，合共30,000個住宅單位，包括13,368個公共房屋及居屋單位，可以居住86,500人。
2013年6月，中國海外發展各以22.7億元投得啟德第1H區1號及2號「港人港地」地皮，物業位於沐寧街2號及8號，前者以可建最高樓面約418243平方呎計，平均樓面呎價5428元，及後物業命名為啟德1號（I），由兩座高座及6座低座大樓組成，提供545伙單位，後者以可建最高樓面約462053平方呎計，平均樓面呎價4913元，及後物業命名為啟德1號（II），由兩座高座及7座低座大樓組成，提供624伙單位，物業同在2017年10月底入伙。
2014年2月，建灝地產集團以29.11億元投得啟德第1I區1號地皮，物業位於沐寧街1號，以可建最高樓面約519794平方呎計，平均樓面呎價5598元，物業命名為天寰，由兩座高座「天海匯」及4座低座大樓「星寰匯」組成，提供822伙單位,截至2017年12月19日晚上6時半，項目累沽762伙，套現約79.09億元，平均呎價約20353元，標準分層戶最高成交呎價為29,534元，其中「星寰匯」3座5、6樓及天台Sky Spa Villa A (Duplex) 單位，實用面積1,518平方呎，以46,838,000元售出，實用呎價約30,855元，成交價創項目新高，2018年1月25日天海匯第3座39樓A室天池屋，實用面積1,461方呎，天台128方呎，平台716方呎，四房雙套連私人泳池，以5,200萬元成交，呎價高見35,592元，創啟德呎價新高。，2018年9月18日天海匯第1座38及39樓總統樓層Sky Pool Resort A複式單位，實用面積2498方呎，另有平台及天台，四房雙套連私人泳池，以1.249億元成交，呎價高見5萬元，打破對上屋苑標準戶4.1萬元紀錄，將紀錄推高9,000元或22%，創啟德呎價新高。在2018年12月底入伙。
2014年2月，嘉華國際以29.388億元投得啟德第1I區2號地皮，物業位於沐寧街7號，可建樓面約551343平方呎，平均樓面呎價5,331元。物業命名為嘉匯（K. CITY），分為4座，提供900伙單位，實用面積約300餘至逾2,000平方呎，其中1房及2房單位佔約七成,在2018年底入伙。
2014年2月，保利置業以約39.234億港元，投得啟德第1I區3號地皮，物業位於沐寧街9號，以可建樓面約600836平方呎計，平均樓面呎價6530元，物業命名為龍譽，由兩座高座及兩座低座大樓組成，提供930伙單位,在2018年12月底入伙，2022年1月4日以招標形式沽出最後一個住宅單位第3座5及6樓B55室，全盤自2017年3月推出，開售至今全盤售罊共套現逾133億元
2014年5月28日，會德豐地產以約25.2億港元，投得啟德第1H區3號地皮，物業位於沐寧街10號，以可建樓面413015平方呎計，平均樓面呎價6102元，物業命名為OASIS KAI TAK，由4座高座及4座低座大樓組成，提供648伙單位開放式至4房單位，在2019年5月31日入伙。
2016年11月，海航集团旗下海航國際投資持有的香港海島建設地產有限公司（母公司：Total Thrive Holdings Limited）以88.37126億，平均樓面呎價約1.35萬，較市場估值高出1.4倍投得啟德第1K區3號地盤的新九龍內地段第6565號的用地，地盤面積約121,224平方呎，可建樓面面積約654,602平方呎，用途屬住宅（甲類）。
2016年12月19日，海航集团旗下德廣置業以54.12億，投得啟德第1L區3號地皮，以最高的樓面面積397,967平方呎計，平均樓面呎價約13,600元。
2016年12月，嘉華國際以58.69億元投得啟德第1K區2號地皮，物業位於沐寧街9號，以最高的樓面面積574259方呎計，平均樓面呎價10220元，項目2018年2月獲屋宇署批建2座37至38層高的分層住宅，及6座3至6層高的獨立屋，住宅樓面面積56萬方呎；另2座1至2層高的會所設施，涉及1.59萬方呎樓面面積，物業命名為嘉峯匯(K⋅SUMMIT)，由4座住宅大樓及4座洋房組成，提供1006伙開放式至3房單位，預計2021年11月30日入伙。
2017年1月，海航集团旗下香港國際建投以55.297億，投得啟德第1L區1號地皮，以最高的樓面面積425,361平方呎計，平均樓面呎價約13,000元。
2017年3月，海航集团旗下香港國際建投以74.405億，投得啟德第1L區2號地皮，以最高的樓面面積551,138平方呎計，平均樓面呎價約13,500元。
2017年5月，合景泰富和龍湖地產合組的公司喜綽有限公司以72.3億元奪得啟德第1K區1號地皮，物業位於沐泰街11號，以最高的樓面面積575,497平方呎計，平均樓面呎價約12,563元，項目2018年2月獲屋宇署批建2座36層高的分層住宅，及5座4至6層高的獨立屋，住宅樓面約56.5萬方呎；還有1幢2層高(在1層地庫之上)的會所，涉及樓面面積涉及1.23萬方呎，物業命名為尚．珒溋（Upper RiverBank），由2座雙子住宅、1座低密度河畔洋房組成，提供667伙1至4房單位，預計2021年11月15日入伙。
2018年2月13日，海航集团旗下香港國際建投以159.5941億元，平均樓面呎價15162元出售6562號地塊（啟德1L區3號地）以及6565號地塊（啟德1K區3號地）給恒基地產。
2018年3月9日，會德豐地產以約63.592億港元向海航集团旗下香港國際建投購入啟德第1L區1號地皮，以最高的樓面面積425,361平方呎計，平均樓面呎價14950元，獲批興建2幢樓高33層及34層的住宅大廈，以及5幢4層至5層高的住宅大廈，合共涉及樓面約425,369方呎。
2018年5月15日，新鴻基地產旗下崇啟有限公司以約251.61億港元投得啟德第1F區1號地皮，地盤面積約為178,209平方呎，指定作非工業（不包括倉庫及加油站）用途，最高可建樓面面積約1415412平方呎，預計提供1470伙，當中包括將由買方興建的安老院舍和長者日間護理中心的政府地方的樓面面積，和開發一層總樓面不得少於43,056方呎，闊度亦不得少於15米的地下商店街，以最高的樓面面積約1415412平方呎計，平均樓面呎價17776元，創下香港住宅用地價格最高記録。
2018年11月7日，地政總署公布會德豐地產 ,新世界發展, 恒基地產及帝國集團合組的財團Voyage Mile Limited以83.33億港元奪得啟德首幅跑道區住宅地，即啟德第4B區3號地盤的新九龍內地段第6574號的用地，地盤面積約為104475平方呎，以最高樓面面積為574,615平方呎計，平均樓面呎價14500元。
2018年11月14日，地政總署公布高銀金融和潘蘇通分別持有60%及40%權益的合資公司迅富國際有限公司「爆冷」以89.075億港元奪得啟德第4B區4號地盤的新九龍內地段第6591號的用地，地盤面積約為104497平方呎，以最高樓面面積為574733平方呎計，平均樓面呎價15497元。料落成後呎售3.3萬元。
2018年12月27日，地政總署公布中國海外發展以80.3388億港元奪得啟德第4B區2號地盤的新九龍內地段第6575號的用地，地盤面積約為97,393平方呎，以最高樓面面積為594,087平方呎計，平均樓面呎價约13,523元，項目2020年10月獲屋宇署批建批建2幢32層高及1幢8層高的分層住宅物業，另批建一幢董事屋，整個項目涉及約594,324方呎樓面
2019年1月24日，地政總署公布新鴻基地產以112.6億港元奪得啟德跑道區第4C區3號地盤的新九龍內地段第6551號的用地，地盤面積約為117930平方呎，以最高樓面面積為648617平方呎計，平均樓面呎價约17360元，項目2020年12月獲屋宇署批建8幢23層高商住樓宇、1幢5層高低座住宅、以及1幢3層高單一家庭建築物等，住宅樓面約625,030方呎，另有約30,468方呎面積作非住宅用途
2019年2月1日，會德豐地產以約68.89億港元向海航集团旗下香港國際建投購入啟德第1L區2號地皮，以最高的樓面面積551138平方呎計，平均樓面轉讓價約12500元，該項目去年已獲屋宇署批建兩座34層高的員工宿舍，改建住宅需要重新入則。
2019年3月27日，地政總署公布會德豐地產、新世界發展、恒基地產及中國海外發展合組的財團Infinite Sun Limited以98.93億港元奪得啟德第4B區1號地盤的新九龍內地段第6576號的用地，地盤面積約103,151平方呎，以最高樓面面積為722,060平方呎計，平均樓面呎價约13,702元。
2019年5月7日，地政總署公布會德豐地產、新世界發展、恒基地產及中國海外發展及華懋集團合組的財團Marble Edge Investments Limited以125.9億元投得啟德第4C區2號商住臨海地皮的新九龍內地段第 6552號用地，地盤面積約105110平方呎，以最高樓面面積為641168平方呎計，平均樓面呎價约19636元，成為啟德最貴地皮。
2019年6月26日，地政總署公布華潤置地持股65%及保利置業持股35%的合資公司名氣創建有限公司以129.16億元(113.5億人民幣)投得啟德第4C區1號地盤的新九龍內地段第6553號的用地，地盤面積約102,053平方呎，以最高樓面面積為714374平方呎計，平均樓面呎價约18080元，項目2020年11月獲屋宇署批建6幢33至34層高住宅，另設6幢6層高的單一家庭建築物，住宅樓面693,948方呎，另提供約20,439方呎非住宅面積。
2019年7月24日，地政總署公布會德豐地產、中國海外發展及嘉華國際的合資公司星龍香港投資有限公司以127.398億元投得啟德第4A區1號地盤的（新九龍內地段第6577號用地），地盤面積約176,368平方呎，以最高樓面面積為1075831平方呎計，平均樓面呎價约11842元，發展商需負責興建安老院舍同幼兒中心等社會福利設施，有關面積將納入總樓面；發展商亦要修建海濱長廊。
2019年11月13日，地政總署公布九龍倉、中國海外發展及嘉華國際恒基地產的合資公司瑞建控股有限公司以159.529億元投得啟德第4A區2號地盤的（新九龍內地段第6554號用地），地盤面積約197552平方呎，以最高樓面面積為1205062平方呎計，平均樓面呎價约13238元，發展商需預留8%樓面面積作社福用途。
2020年5月11日，高銀金融和潘蘇通分別持有60%及40%權益的迅富國際有限公司啟德第4B區4號地盤，以70.4億元出售予一間名為Top Family Group的公司，並預期將錄25.7億元虧損。但在7月24日公報取消交易，改與Agile World的公司交易，並收取對方25億元現金，並將提供不多11.42元貸款，以用一筆不少於24.26億元的新融資重續其現有銀行貸款。7月30日，高銀金融再次公佈以35.77億元售予彥佑有限公司，並訂立30%及70%的分紅協議及由買方賠償28.72億元予Agile World。2021年3月「證實」佳兆業集團入股持有地皮公司，按2020年年報顯示上述地皮於2020年11月購入及佔一半檳益。
2020年12月2日，地政總署公布中國海外發展與同系的中國建築分別持有80%及20%權益的以42.728億港元投得啟德第4E區1號住宅地盤，以總樓面約328459方呎計算，每方呎樓面地價13,009元，較市場上限估值高約4.1%。
2021年2月17日，地政總署公布長江實業集團以102.8億港元投得啟德第4E區2號住宅地盤，地盤面積約約117844平方呎，以最高樓面面積為648143平方呎計，平均樓面呎價约15861元;另外，會德豐地產旗下物業MONACO （页面存档备份，存于）和GRANDE MONACO （页面存档备份，存于）開始動工。
2021年11月佳兆業集團突然財困，並陸續出售在香港資產，遠東發展與新世界發展於11月25日宣佈以79.48億元向各持一半的陳壯榮及佳兆業集團收購持有啟德第4B區4號地盤的迅富國際，但須扣除2020年融資協議項下之未償還本金的30.52億元及減去待售貸款代價12.31億元接受待售貸款轉讓。

## 商業

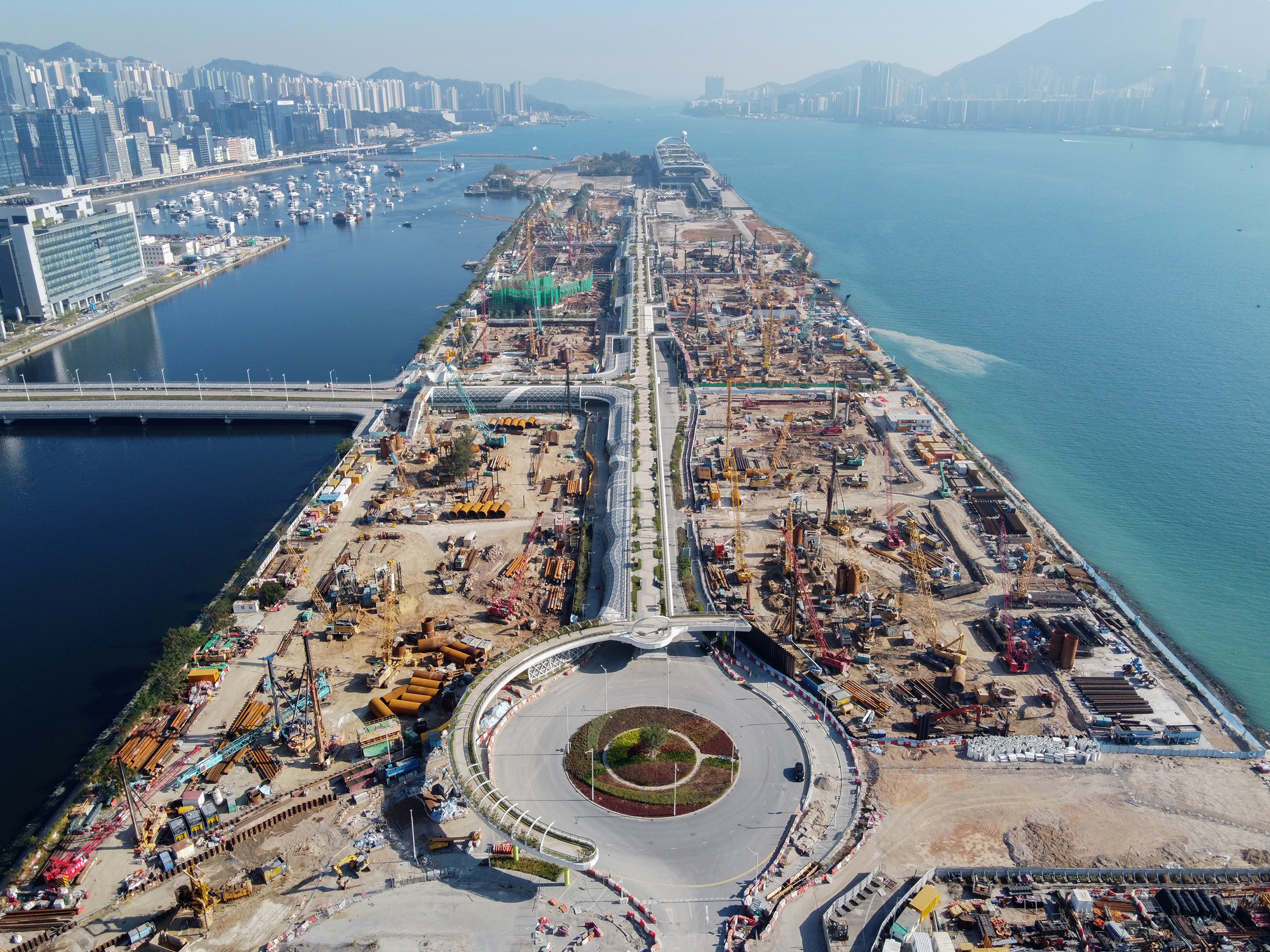
啟德跑道區原本多幅土地作酒店/商業用途，但其後因反應欠理想而改為住宅用地（2020年12月）

啟德發展區提供106萬平方米樓面商業區，不少商業樓面原主要分布於啟德郵輪碼頭外，鄰近新蒲崗的北停機坪地區亦有不少商業元素。其中以鄰近協調道的「綜合發展區」商業地皮面積達19.1萬平方呎，地積比率為10倍，提供逾190.5萬平方呎樓面，劃分為東西兩面地盤，將會興建1幢包括寫字樓、酒店及零售的綜合商業項目，將會成為地標式的建築。不過其後因跑道區的商業地反應欠理想，多塊土地最終改為住宅用地。
2016年11月23日利福國際(1212)以73.88億元投得新九龍內地段第6557號的用地，啟德第1E區2號地皮，地盤面積約為152,407平方呎，最低及最高的樓面面積分別為658,402平方呎及1,097,325平方呎，每呎樓面地價6,733元，項目將分兩期發展，A地盤准在4層地庫之上，興建18層高的商業物業，涉及52.55萬方呎樓面；B地盤同樣則准在4層地庫之上，興建19層高商業物業，涉及約53.6萬方呎。此為雙子塔地標項目，用作開設崇光百貨（SOGO），並有其他商業、娛樂、餐飲等設施，預計2022年落成。
2017年5月31日，南豐集團旗下公司合裕發展有限公司以約246.1億元，投得啟德第1F區2號的新九龍內地段第6556號的土地，佔地204,989平方呎，可建樓面約191.2萬平方呎，每呎樓面地價約12,863元，成為香港新商業地王，是啟德發展區地標之一。到同年12月，集團向城規會申請在第1F區2號擬建兩幢商業大樓，其中主大樓樓高約48層，包括4層地庫，佔樓面面積117.2萬方呎；而另一幢約2層高的零售大樓，佔樓面面積70萬方呎，另提供約4萬方呎面積作為公共運輸交匯處。項目提供902個私家車車位。
2019年1月，南豐集團旗下啟德第1F區2號商業/酒店地，獲屋宇署批建1幢38層高（於6層平台之上）、1幢8層高商廈，另設1幢2層高物業，總發展樓面約195.5萬方呎。其後南豐集團向城規會申請增設提供73間酒店房間。項目亦包括連接啟德港鐵站的地下街，項目命名為AIRSIDE，將在2023年開業。
2019年5月15日，地政總署公布高銀金融旗下駿騰投資有限公司以111.2447億元投得啟德4C區4號商業及酒店地盤的新九龍內地段第6546號用地，地盤面積約115089平方呎，以最高樓面面積863165平方呎計，平均樓面呎價12888元，當中不少於25.8947萬至43.1579萬方呎的樓面須作酒店用途，其餘則可作商業或酒店配套樓面
2019年6月11日，高銀金融，因董事會中大多數投票贊成暫停提供財務資助以清付地價，宣布放棄啟德4C區4號地皮
2019年8月12日，地政總署公布遠東發展以24.45644億元投得九龍東啟德發展區鄰近啟德體育園的承啟道商業及酒店地，每方呎樓面地價約7100元，地皮位於承啟道近宋皇臺道，佔地約12.14萬方呎，可建樓面面積約34.44萬方呎。及後，該項目寫字樓部分於2021年12月售予中電集團，建成後用作中電第三代總部大樓；至於酒店部分則由遠東發展保留。

### 地下街
啟德城中心規劃了兩條地下街，連接新蒲崗、啟德站、啟德城中心北部商業及住宅地（包括AIRSIDE）、宋皇臺站，經港鐵站接駁九龍城，為香港首兩條地下商業街。兩條地下街分別長約1100米和400米，並將24小時開放。

## 交通配套
啟德北部以屯馬綫和啟德明渠為軸綫，一條反C形的承啟道-協調道圍繞，並在啟德站車站廣場、啟德明渠（又稱「啟德河」）及宋皇臺站及兩旁以魚骨形的坊里街道連接承啟道，部分坊里為步行街設計，不准汽車使用。由於設計上以鐵路為主導，只有承啟道跨越屯馬綫及啟德明渠，中間被啟德明渠及屯馬綫上方綠化空間阻隔，幾個坊里之間互不相通。
前跑道範圍則以一條承豐道貫穿頭尾。

### 鐵路

#### 港鐵屯馬綫
屯馬綫於啟德發展區內設啟德站及宋皇臺站，其中啟德站及以北路段已於2020年2月14日開通，而宋皇臺站則於2021年6月27日開通。

### 高速公路
5號幹線穿過啟德發展區中部，並在啟福道設有多個出入口。2號幹線觀塘繞道亦經過發展區外圍，經2D出口 (馬料水方向)或3號出口前往發展區。
興建中的的6號幹線連接將軍澳、藍田、茶果嶺及西九龍填海區，其中中九龍幹線將在承啟道及啟福道設置出入口。

### 擬設電動巴士線
九巴公司於2012年3月底向政府建議開設電動巴士路線，該路線全長5.1公里，共4個車站，為循環線，連接港鐵彩虹站與啟德發展區，估計整個項目投資額約2至4億港元。如果獲得當局批准，最快將可以於2013年通車，趕及在啟德郵輪碼頭大樓及首座泊位竣工前啟用，以解決前兩者需要久時才竣工的問題。直至2017年8月31日仍未有任何新進展。2017年9月，九巴在德朗邨外的承啟道安裝了一組架空充電裝置，為沙田市中心巴士總站後第二組。

### 已否決

#### 電車系統
香港電車公司向政府建議希望將電車引入啟德發展區及西九文化區。董事總經理夏睿德表示，新線可以是與香港島電車有關連或全新造型，要視乎政府決定。發展局發言人表示，已經收到相關建議，初步認為此方案不適合在東九龍使用。

#### 單軌鐵路
政府建議斥資120億港元興建一條環保連接系統，全長9公里的高空架設單軌鐵路系統，設有12座車站，預計最快於2018年動工、2023年落成，至2031年每日載客量可以達乎200,000人次，佔九龍東發展區15%的公共運輸乘客量。此系統是啟德發展計劃及由發展局策劃的起動九龍東計劃內容之一。由於方案存在技術困難，已被發展局在2020年11月宣佈「胎死腹中」。
及至2023年，《施政報告》宣布重啓啟德智慧綠色集體運輸。根據土木工程拓展署的資料，系統約長3.5公里，料以高架模式運行，與沿線地面交通分隔；走線暫擬設立5個站點（港鐵啟德站、啟德體育園、都會公園、前跑道區住宅帶及啟德郵輪碼頭），全程約10分鐘。

## 其他

### 融入古蹟
於1873年興建的龍津石橋，因為填海興建啟德濱的關係，於第二次世界大戰期間遭埋於地下，總長度約200米的石橋於2008年4月初，土木工程拓展署在舊啟德機場北停機坪進行考古勘察，龍津石橋才得以重見天日。政府計劃把遺跡融入啟德發展計劃，當局認為龍津橋需要原址保留，還應設法跟昔日原址是九龍街的九龍寨城公園「打通」，為未來啟德發展區及九龍城營造新舊交融的效果。

### 環境保護
啟晴邨在興建期間採用具環保效益的低碳建築方法和措施，期間可以減少約5萬4噸（約24%）的碳排放量，相當於需要200多萬棵樹一年吸收的二氧化碳量。該項目又會採用多項先進的環境保護設計，包括使用再生能源的光伏發電系統、具能源效益的照明裝置、雨水收集和灌溉園林系統等等。
啟德機場北面停機坪地下廣泛範圍的泥土，長期以來受到飛機燃料的污染，包括汽油、苯和甲烷等易燃物質污染，為了避免因為進行挖掘工程而使到這些污染物暴露於空氣中，政府於1999年耗資3億1,690萬港元展開大規模的除污工程，期於2001年完工。
啟德發展區的主幹道放棄使用常見的路肩圍欄，改為種植大量樹木以分隔馬路及行人路。2013年8月9日，發展局在啟德發展區承啟道舉辦植樹運動，其中在馬路兩旁種植多株秋楓樹，取其樹冠廣闊及枝葉茂密的優點，冀望將主幹道打造成為林蔭大道。土木工程拓展署署長韓志強表示，首階段工程種植了逾158,000株喬木和灌木以綠化環境。有關部門預計，啟德發展區未來共有30%土地為綠化空間，有關部門將會繼續在啟德發展區內的馬路兩旁植木。
啟德發展區興建了啟德發展區區域供冷系統，總供冷範圍約173萬平方米，足以滿足40座30層高的商業大廈。使用啟德發展區區域供冷系統比較傳統氣冷式及水塔水冷式空調系統，最高可以節省35%的耗用電力數量。

### 街道命名
啟德機場年代，區內原有不少以各種飛機型號命名的街道，惟大部分街道已消失，剩下的啟東道成為承啟道的一部分，現時只剩下協調道、德高道及世運道。
啟德發展區內的街道將會相繼落成啟用，由長約10.5公里的街道連貫，包括4條環繞啟德的主要道路及12條街道。土木工程拓展署建議使用翔、飛及航等字為街名，以反映啟德機場的歷史；現在道路如宋皇臺道、世運道、協調道及啟東道將會納入啟德道路網絡，由於新道路將會連接世運道，並且取代協調道和啟東道，組成一條環繞啟德的主要道路，土木工程拓展署建議重新命名上述道路，以方便於識別新道路網，土木工程拓展署亦建議採納郵輪發展的歷史，或者會與宋、清及九龍城寨歷史有關的字詞作為街道名。
其後，香港政府顧問最近完成《啟德發展計劃》的研究，提出改以樹作為街道命名設計主題，建議將圍繞啟德城中心的環形道路命名為承啟道，取其「承先啟後、承接啟德」之意；臨近前跑道的新路命名為承豐道，取承字與乘字同音，有乘風而去之意，可以從中反映啟德從過去的機場承繼豐碩的遺產；前南停機坪主要道路則命名為承昌道，取其昌盛之意。啟德發展區區內街命名則因為啟德河為啟德城中心的主要特色，加上樹為靈感，以沐字作主題，並且配以與彩虹邨有關係的顏色用字如丹及虹，以及反映人民美德的用字如恩、禮及仁等。
2012年9月，土木工程拓展署在《啟德新里程》期刊中宣布啟德發展區將計劃以「承」字作主要道路的點題命名，而啟德城中心部分街道則以「沐」字作命名主題。
而根據在2016年舉行的啟德行人街道命名比賽結果，啟德現有或擬建的行人街道命名如下：啟融里（近工業貿易大樓）、天際里（分為東西兩段，位於啟德坊東南方）、振翅里、高飛里（兩者位於東面住宅區，近啟德1號）、遠洋里、揚帆里（兩者位於西面住宅區，近恆基、會德豐系項目）及善鄰里（近德朗邨側浸信會天虹小學新校舍地盤）。

### 地區連接
現時啟德發展區與周邊只有少數道路連接，但已計劃多個行人、行車道路連接周邊地區。興建中的宋皇臺站將設有行人隧道連接九龍城及發展區北部。
2017年，發展局公佈，將於啟德發展區規劃兩條地下街，連接宋皇臺站、啟德站、九龍城、新蒲崗等地，兩條地下街分別長約1100米和400米，並將24小時開放。
為連接啟德發展區及彩虹邨一帶，2020年，土木工程拓展署斥資約1.8億元興建一條140米長的行人隧道SW4，連接承啟道和彩虹邨。而鑽挖工程會下穿承啟道、觀塘繞道和太子道東，並下穿大量污水管、食水管等設施，大大增加建築難度。因此首次採用矩形隧道鑽挖機進行工程。工程效率將提升一倍和改善工人的工作環境，不過造價較傳統方式多約3成。
另外，原連接啟東道及太子道東的行車天橋，拆除後興建綠化架空步道，已於2021年啟用。

### 短暫用途
由於啟德用地發展荒廢多時，地政總署以臨時租約型式出租土地至發展方案落實，分別用作草地滾球場和臨時賽車場。2018年9月，颱風山竹襲港，全港多處塌樹，啟德用地亦曾用作設立臨時木料廢物收集處。

### 致命工業意外
| 日期          | 工地位置                  | 事故 |
| ------------- | ------------------------- | --- |
| 2022年4月18日 | 沐翠街SOGO崇光百貨店      | 清潔女工從5米高的中空天井墜樓死亡。 |
| 2021年4月21日 | 啟福道8號六號幹線T2主幹道 | 一輛吊臂車吊起一個約1.5平方米的石屎斗時，突然向左傾側，石屎斗跌落泥坑內。一名男工人疑走避不及，慘遭石屎斗砸中身體死亡。                                                                   |
| 2021年4月18日 | 承豐道21至23號            | 一名身繫安全帶的52歲男子被發現倒臥在承豐道21至23號一個屋苑地盤，懷疑由高處墮下，送院經搶救無效不治。警方調查後得悉死者是內地人，相信他是地盤黑工。                                        |
| 2021年4月14日 | 啟德6551地段第4C區3號地盤 | 吊運6塊共重近3.6噸的巨型鐵板時，用以綑紮的鐵鏈疑突鬆脫，一名54歲男工人被鐵板砸傷頭部再翻跌落車，抵院時已傷重死亡。                                                                        |
| 2020年7月23日 | 啟德6552地段第4C區2號地盤 | 一名判頭工作時，四米地面突然下陷，判頭連同一部一噸重機器墮下兩米深坑，事主更被機器壓住，獲救後送院死亡。                                                                                  |
| 2020年7月21日 | 中九龍幹線隧道            | 22噸重鋼筋支架疑突然塌下，造成1死6傷。 |
| 2020年7月14日 | 香港兒童醫院附近地盤      | 一名42歲工人遭一條4噸重的長形管道擊中及壓住上肢，他頭部重傷，送院搶救不治。 |
| 2020年6月27日 | 沐元街AIRSIDE             | 一名41歲印度裔男工人，在17樓棚架上工作，一條工字鐵突然斷裂，約9米長、10噸重的斷裂部分擊中棚架，並飛插落2樓平台，工人遭工字鐵擊中及隨竹枝和工字鐵飛墮至2樓平台，身體被竹枝和雜物壓住不治。 |

## 爭議

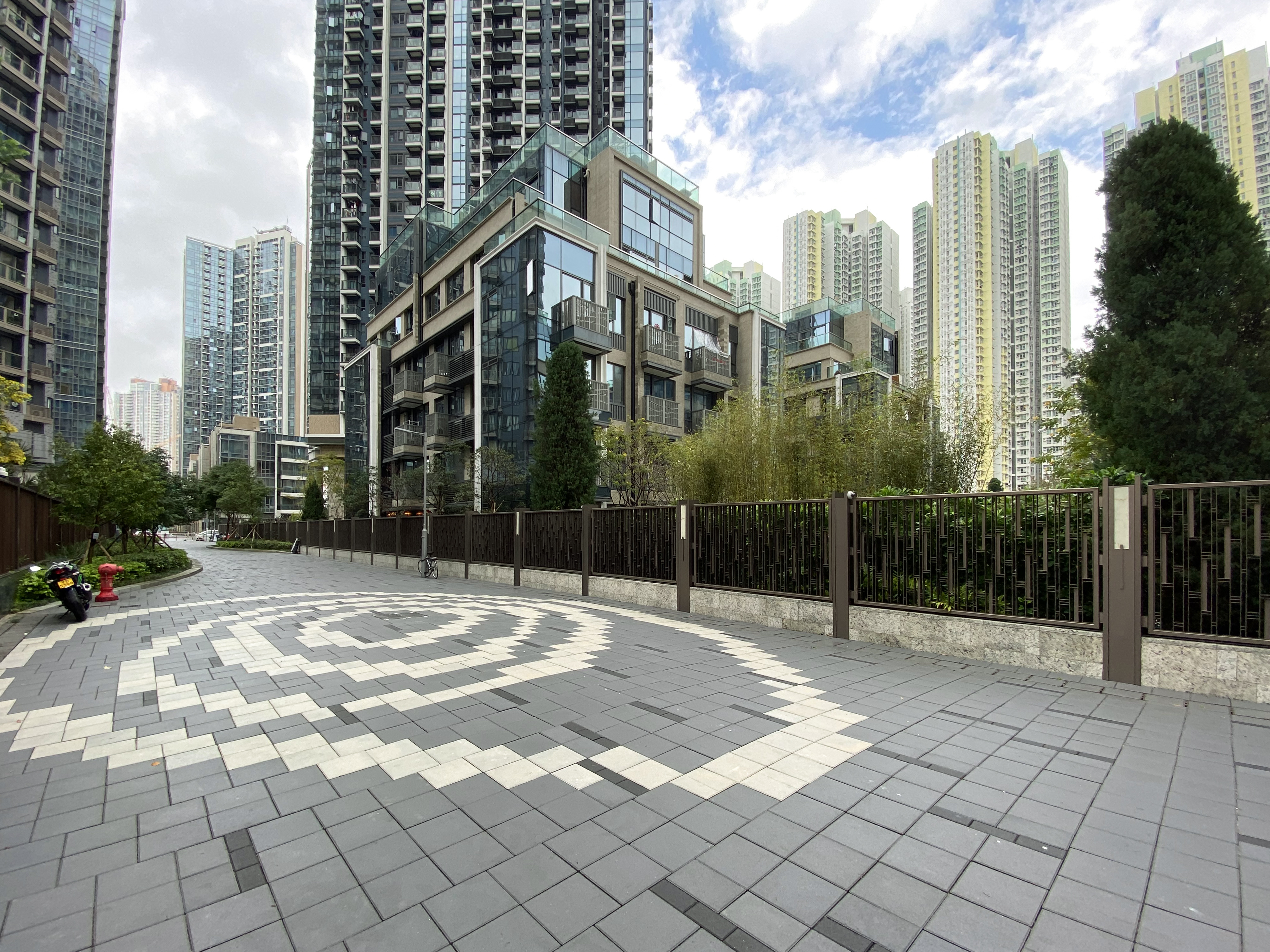
啟德坊屋苑外圍採用圍欄密封，並加設閉路電視，有城市研究者批評是門禁社區，不能做到社區互動

啟德舊機場發展工程，有評論指政府決策長期爭論不休，使得啟德機場舊址長期荒廢，浪費了土地資源。政府拖延了十多年，到2009年1月14日才公布興建公屋單位及啟德郵輪碼頭，但是區內的主要社區設施要到2021年或以前才能夠建成。有評論表示興建郵輪碼頭是社會共識，只是政府作風過慢，除了工程進展緩慢，當局率先在該處興建廉價出租公共房屋，而不是將這片極貴重的優質市區土地推出市場拍賣，帶來巨額收入，再將這些賣地收入另外選擇土地建公共房屋，令到更多人受惠，亦可以免公屋居民做開荒牛及忍受工地噪音及環境污染。
由於發展計劃過於倚賴鐵路，途經的巴士綫不多，而在沙中綫偷工減料醜聞影響下，原定區內地鐵站（今港鐵站）於2019年啟用，最後啟德站隨屯馬綫一期通車而於2020年2月14日啟用，而宋皇臺站更延至2021年6月27日才能啟用。由於地鐵站（今港鐵站）只在承啟道之間，距離地鐵站較遠的區域只能倚靠接駁交通，其中啟德郵輪碼頭更被批評配套設施不足。
而政府強調啟德坊的設計可達到住戶互動與睦鄰關係。不過私人住宅落成後，屋苑外圍採用圍欄密封，並加設閉路電視。城市研究者黃宇軒認為該處是「各自的門禁社區，可望而不可進」，反而公屋部分才能夠感受到公共空間和人與人互動，對比非常鮮明。

## 流行文化
香港無綫電視翡翠台於1999年播映的電視劇集《創世紀》將《啟德發展計劃》融入劇情之中。在劇中，主角葉榮添（羅嘉良飾演）擁有的地產公司「力天世紀」與香港政府達成協議，將啟德機場用地發展為「無煙城」。於2000年5月26日播出的《創世紀II天地有情》大結局，更有竣工後「無煙城」的效果鏡頭（劇中設定為2010年落成）。

## 外部連結
- 啟德發展計劃官方網站（页面存档备份，存于）
- 立法會參考資料摘要：城市規劃條例(香港法例第 131 章) 啟德分區計劃大綱核准圖編號 S/K22/2（页面存档备份，存于）
- 啟德發展計劃的最新進展（页面存档备份，存于） 發展局 2011年4月
- 啟德規劃檢討官方網站（页面存档备份，存于） 2007年11月*啟德發展的實施計劃（页面存档备份，存于） 發展局 2009年1月

### 過往研究技術文件
- （英文）South East Kowloon Development Statement:Executive Summary（页面存档备份，存于） 東南九龍發展綱領研究行政摘要 1993年9月
- 《東南九龍發展可行性研究》行政摘要（页面存档备份，存于） 1998年11月
- 《東南九龍發展修訂計劃的整體可行性研究》行政摘要（页面存档备份，存于） 2001年10月
- 《啟德規劃檢討》（页面存档备份，存于） 2007年11月
- 啟德規劃檢討第三階段公眾參與摘要封面設計 公眾諮詢摘要 (三)（页面存档备份，存于）

### 民間規劃方案
- 「人文啟德」民間規劃方案（页面存档备份，存于）
- 「人文啟德」民間規劃方案 2.0(2013年1月版本)行政摘要（页面存档备份，存于）

### 地圖
- Google Map：啟德機場衛星圖
- 中原地圖：啟德機場圖（页面存档备份，存于）
- 東南九龍發展計劃（啟德發展計劃前身）
- 啟德分區計劃大綱圖（页面存档备份，存于）